# Arquitectura tallada en la roca en India

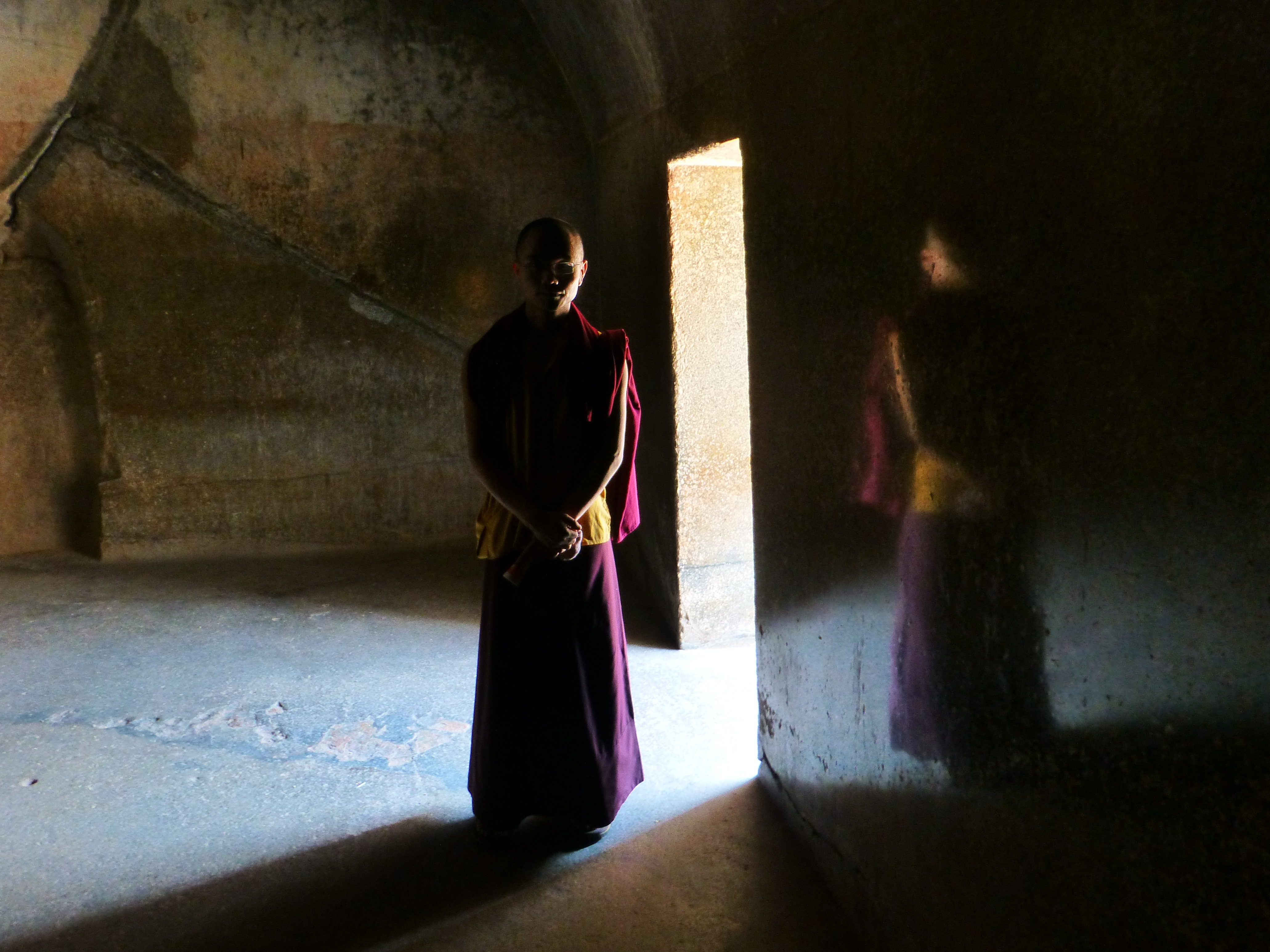
Las paredes casi perfectas de las cuevas de Barabar se excavaron en la roca dura y se pulieron hasta lograr un efecto espejo ca. 250 a. C., fecha de las inscripciones de Ashoka.

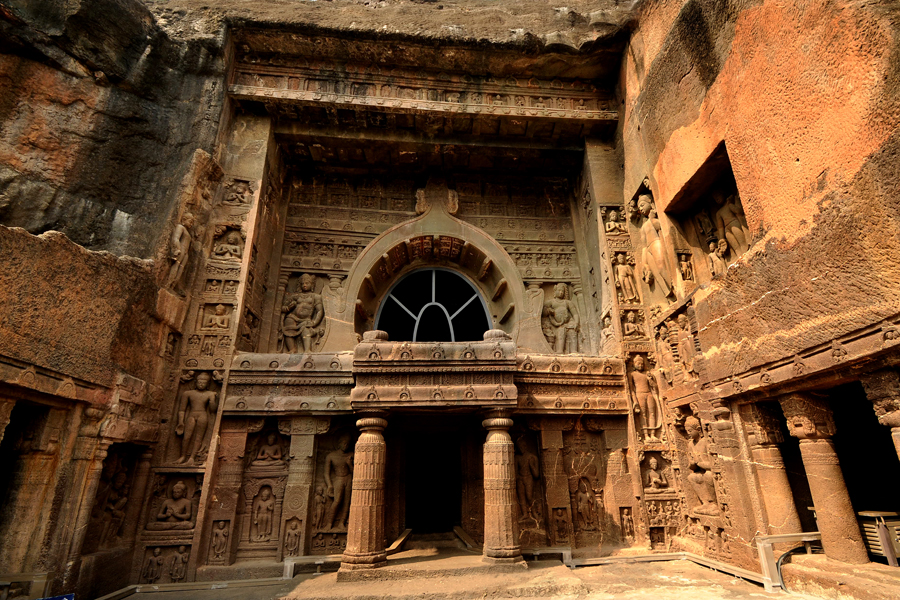
Cueva 19, Ajanta, una sala chaitya del

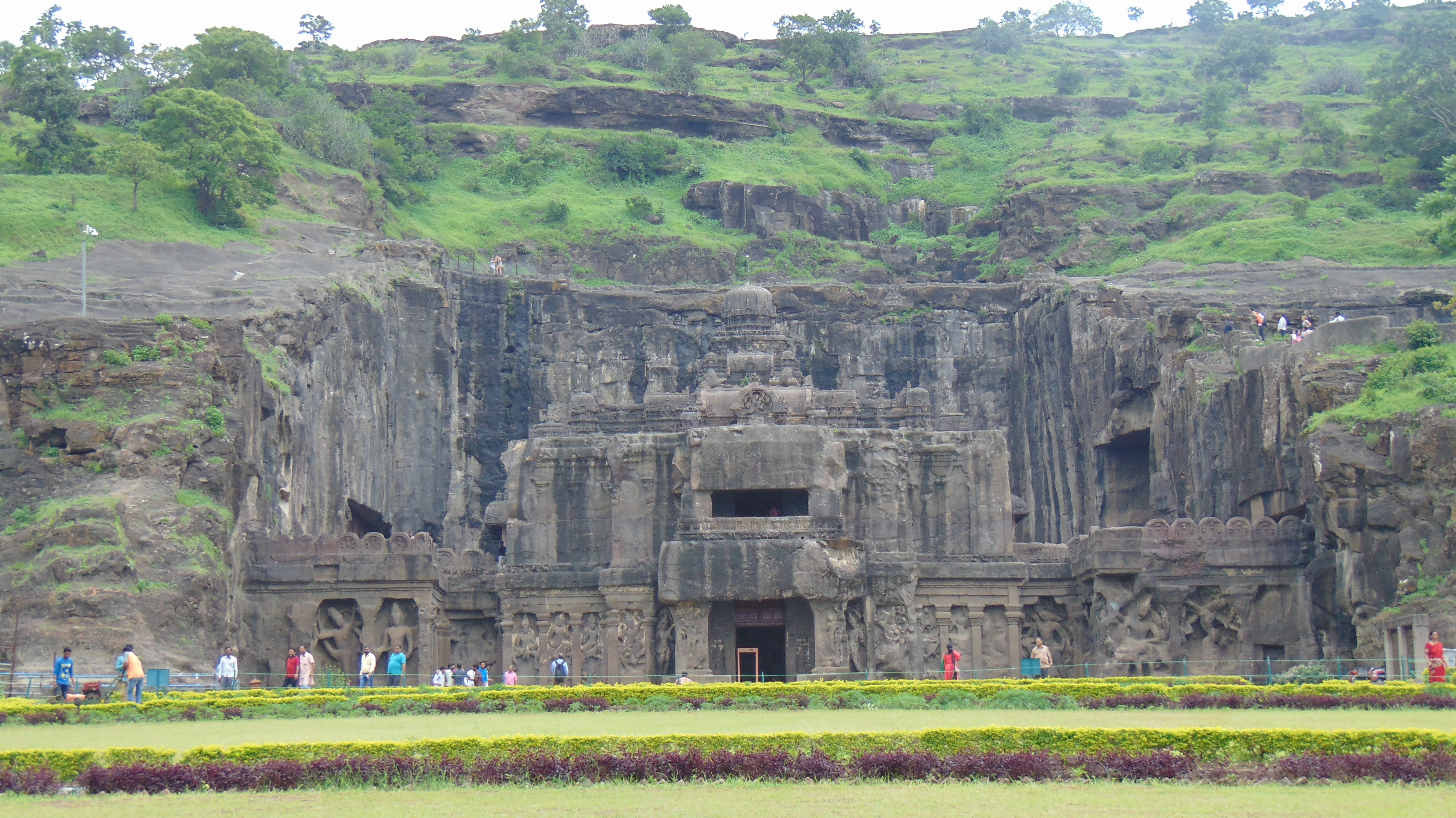
Templo de Kailāsanātha o Kailash, cueva 16 de las cuevas de Ellora, obra de Krishna I (r. 756-773 CE), del Imperio rashtrakuta

La arquitectura tallada en la roca  de la India, también arquitectura rupestre, se refiere a las construcciones excavadas o esculpidas en cuevas, grutas o paredes rocosas por las civilizaciones antiguas de la India, la más variada y que se encuentra en mayor abundancia en ese país que en cualquier otro país del mundo. La arquitectura tallada en la roca es la práctica de crear una edificación tallando en la roca natural sólida, retirando la roca que no forme parte de la edificación, hasta que la única roca que quede conforme los elementos arquitectónicos del interior excavado. La arquitectura india tallada en la roca es en su mayoría de naturaleza religiosa.
Hay más de 1500 edificaciones conocidas talladas en la roca en el país, la mayoría adornadas con exquisitas tallas de piedra y muchas de ellas albergan obras de arte de importancia mundial. Esas edificaciones antiguas y medievales representan logros significativos de la ingeniería estructural y de la artesanía.
En la India, las cuevas han sido consideradas desde antiguo como lugares sagrados, condición que mantuvieron las cuevas agrandadas o hechas por el hombre, tan sagradas como las cuevas naturales. El santuario en todas las edificaciones religiosas indias, incluso en las independientes, era diseñado para tener en él la misma sensación que en una cueva, siendo generalmente dependencias pequeñas y oscuras, sin luz natural.  La arquitectura más antigua en roca se encuentra en las cuevas de Barabar, en el estado de Bihar, que fueron construidas alrededor del siglo a. C.  y dedicadas personalmente por Ashoka ca. 250 a. C..  Ya muestran un nivel asombroso de habilidad técnica, siendo la roca de granito extremadamente dura cortada según formas geométrica y pulida para obtener un acabado tipo espejo. Originalmente, probablemente habría edificaciones de madera asociadas que se habrían deteriorado con el tiempo y de las que no quedan restos. Se han encontrado numerosos relieves en roca, esculturas en relieve talladas en las caras de roca, fuera de las cuevas o en otros sitios. 

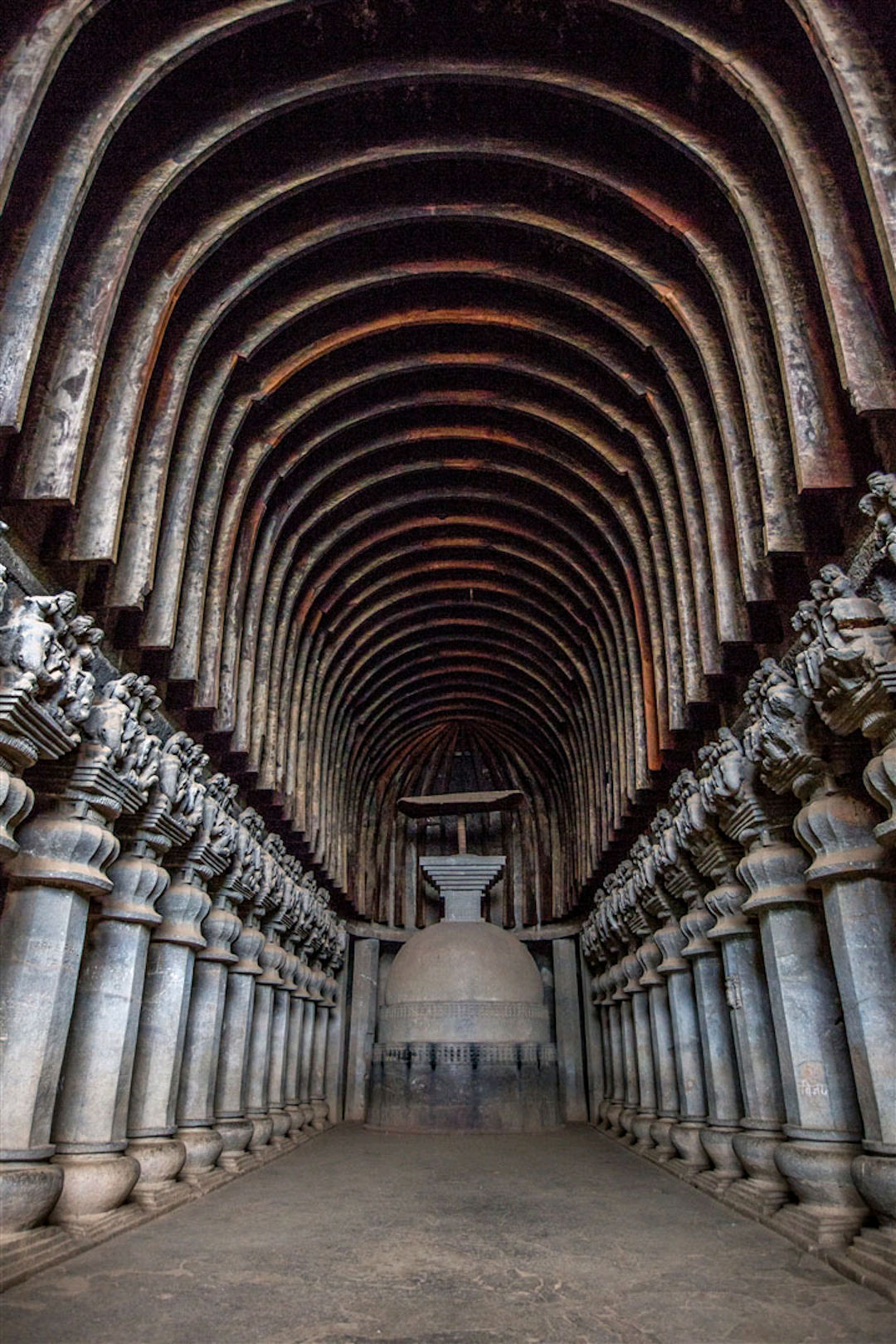
El gran Chaitya en las cuevas de Karla, Maharashtra, siglo I

Probablemente debido a la caída en el siglo a. C. del Imperio maurya y a las persecuciones del budismo bajo Pushyamitra Sunga, muchos budistas se mudaron a la meseta del Decán bajo la protección de la dinastía Andhra, cambiando así el esfuerzo de construcción de cuevas hacia la India occidental: un enorme esfuerzo por crear cuevas religiosas (generalmente budistas o jainistas) continuó hasta el siglo a. C., que culminó con las cuevas de Karla o las cuevas de Nasik. Esas cuevas generalmente siguieron una planta absidial disponiendo una estupa en la parte posterior para las chaityas, y una planta rectangular con celdas circundantes para los viharas. Numerosos donantes proporcionaron los fondos para la construcción de estas cuevas y dejaron inscripciones donativas, incluidos algunos laicos, miembros del clero, funcionarios gubernamentales e incluso extranjeros como Yavanas (indogriegos), que representan aproximadamente el 8% de todas las inscripciones.
Históricamente, los artesanos llevaban adelante elementos del diseño de la madera en sus templos tallados en la roca: hábiles artesanos tallaban las rocas para imitar la textura, las vetas y la estructura de la madera. Los templos más antiguos incluyen las cuevas de Bhaja, las cuevas de Karla, las cuevas de Bedse, las cuevas de Kanheri y algunas de las cuevas de Ajanta. Las reliquias encontradas en esas cuevas sugieren una conexión entre lo religioso y lo comercial. Se sabe que los misioneros budistas habrían acompañado a los comerciantes en las concurridas rutas comerciales internacionales a través de la India. Algunos de los templos de cuevas más suntuosos, encargados por comerciantes adinerados, incluían pilares, arcos y elaboradas fachadas. Se hicieron durante el período en que el comercio marítimo prosperó entre el Imperio romano y el sudeste asiático.
La construcción de cuevas desaparecería después del siglo d. C., posiblemente debido al surgimiento del budismo Mahayana y a la intensa producción arquitectónica y artística asociada en Gandhara y Amaravati. La construcción de cuevas revivirá brevemente en el siglo d. C., con tallas más sofisticadas, con los magníficos logros de Ajanta y de Ellora. El templo monolítico de Kailash se considera el cenit de este tipo de construcción, el último y más espectacular templo excavado en la roca.
Finalmente las cuevas desaparecerán de forma generalizada cuando el hinduismo reemplazó al budismo en el subcontinente, y los templos exentos se hicieron más frecuentes. Continuaron algunos ejemplos en cuevas hasta el siglo XII, pero la arquitectura tallada en roca se convirtió en casi totalmente de naturaleza estructural. Es decir, las rocas se cortaron en bloques y se usaron para construir edificaciones independientes.
La arquitectura tallada en roca también se desarrolló con la aparición de baoris en la India, que datan de 200 a 400 d. C. Posteriormente, se llevó a cabo la construcción de pozos en Dhank (550-625) y estanques escalonados en Bhinmal (850-950).

Ejemplos de cuevas talladas en roca
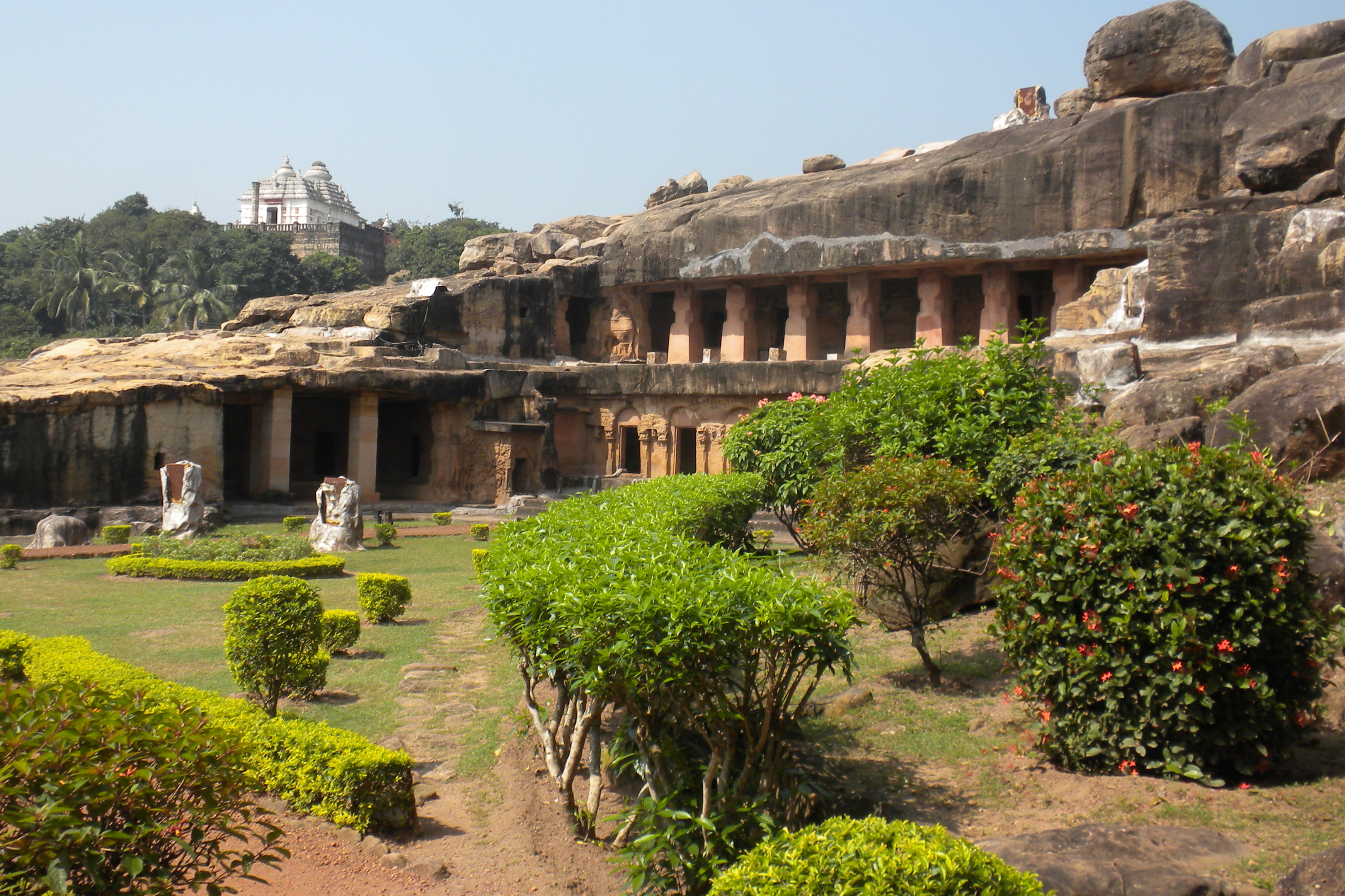
Cueva-monasterio jainita en las cuevas de Udayagiri y Khandagiri (siglo II a. C.)
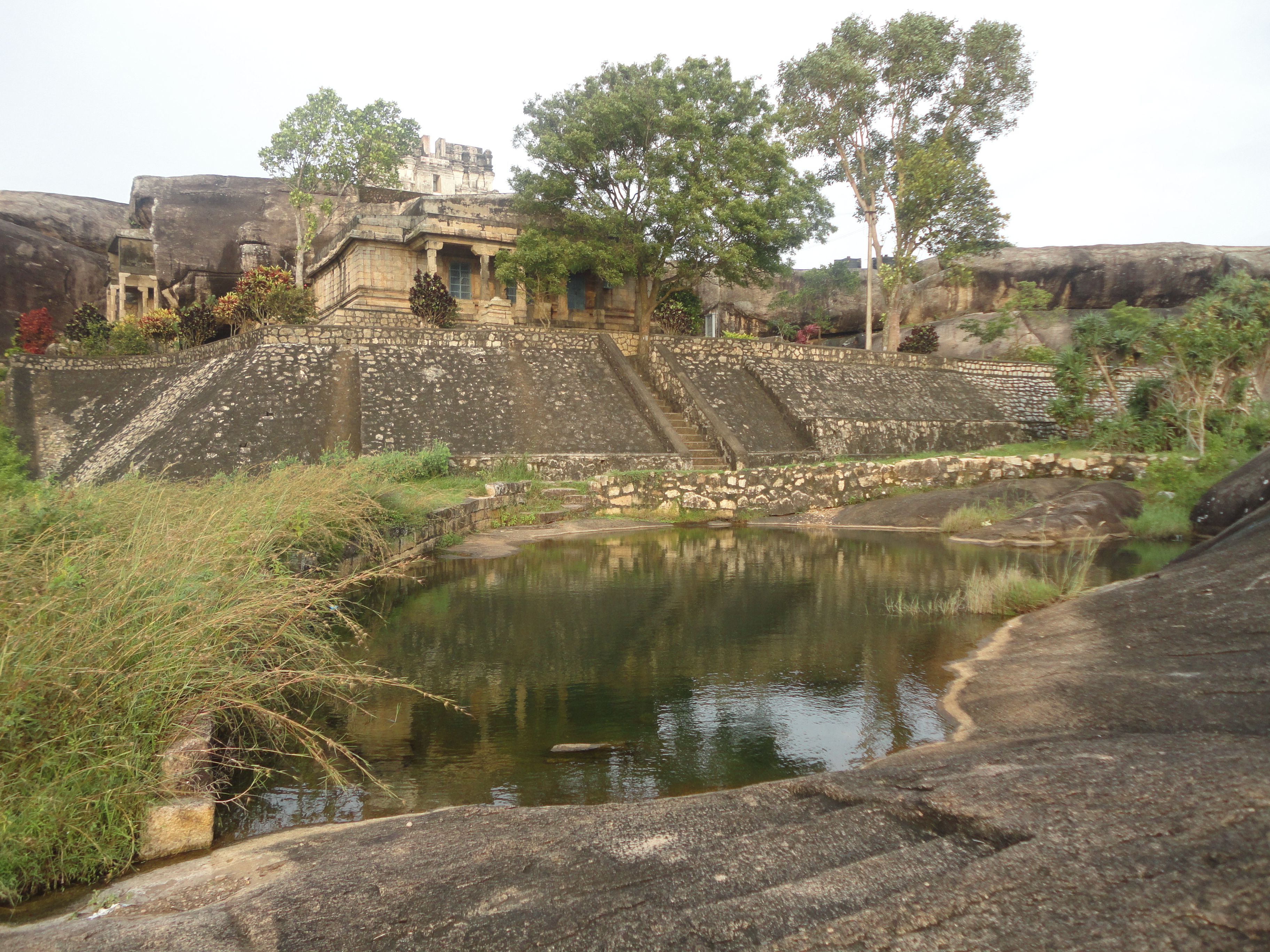
Monumentos jainitas Chitharal, siglo I a. C.
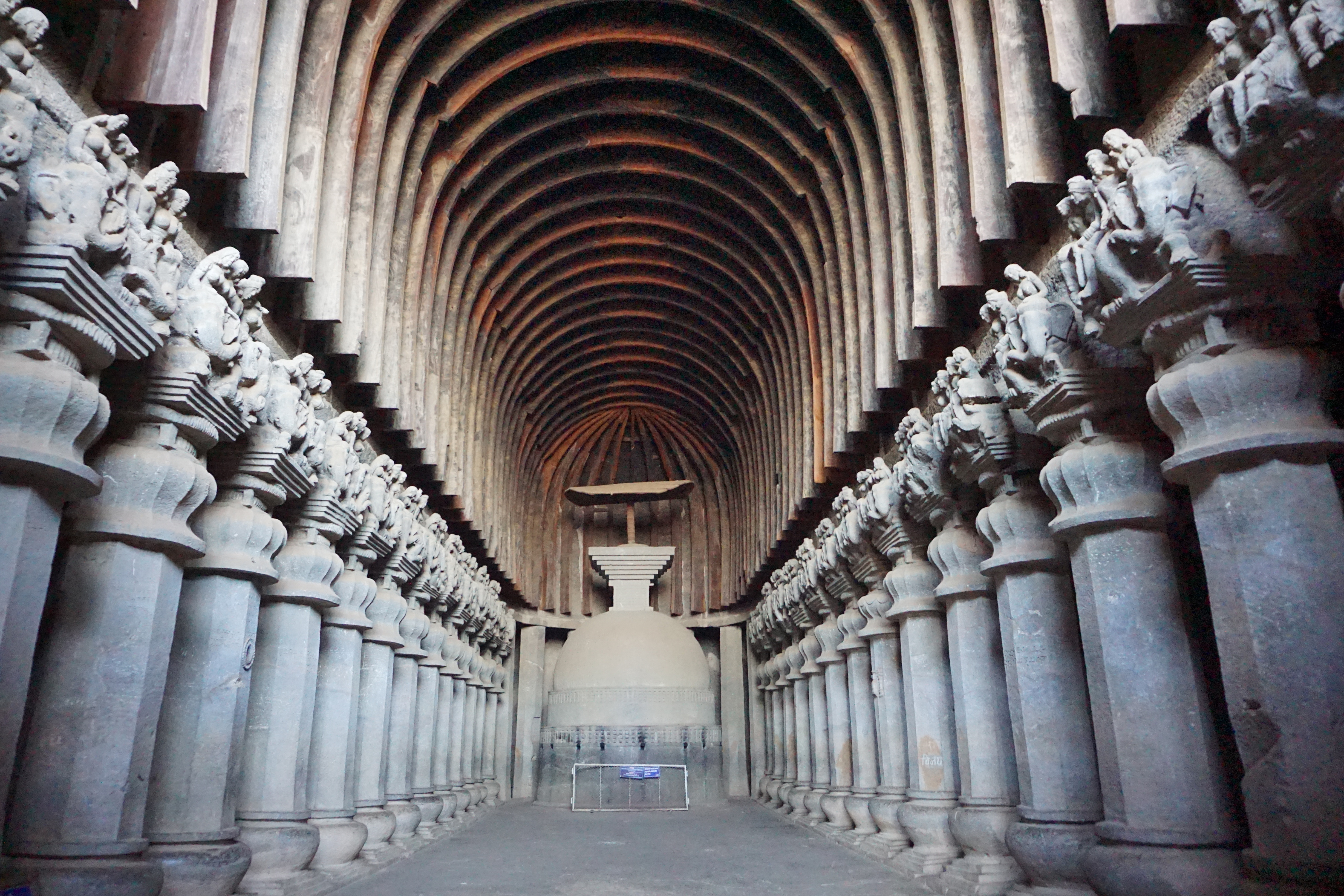
El gran chaitya en las cuevas de Karla, Maharashtra, ca. 120 a. C.
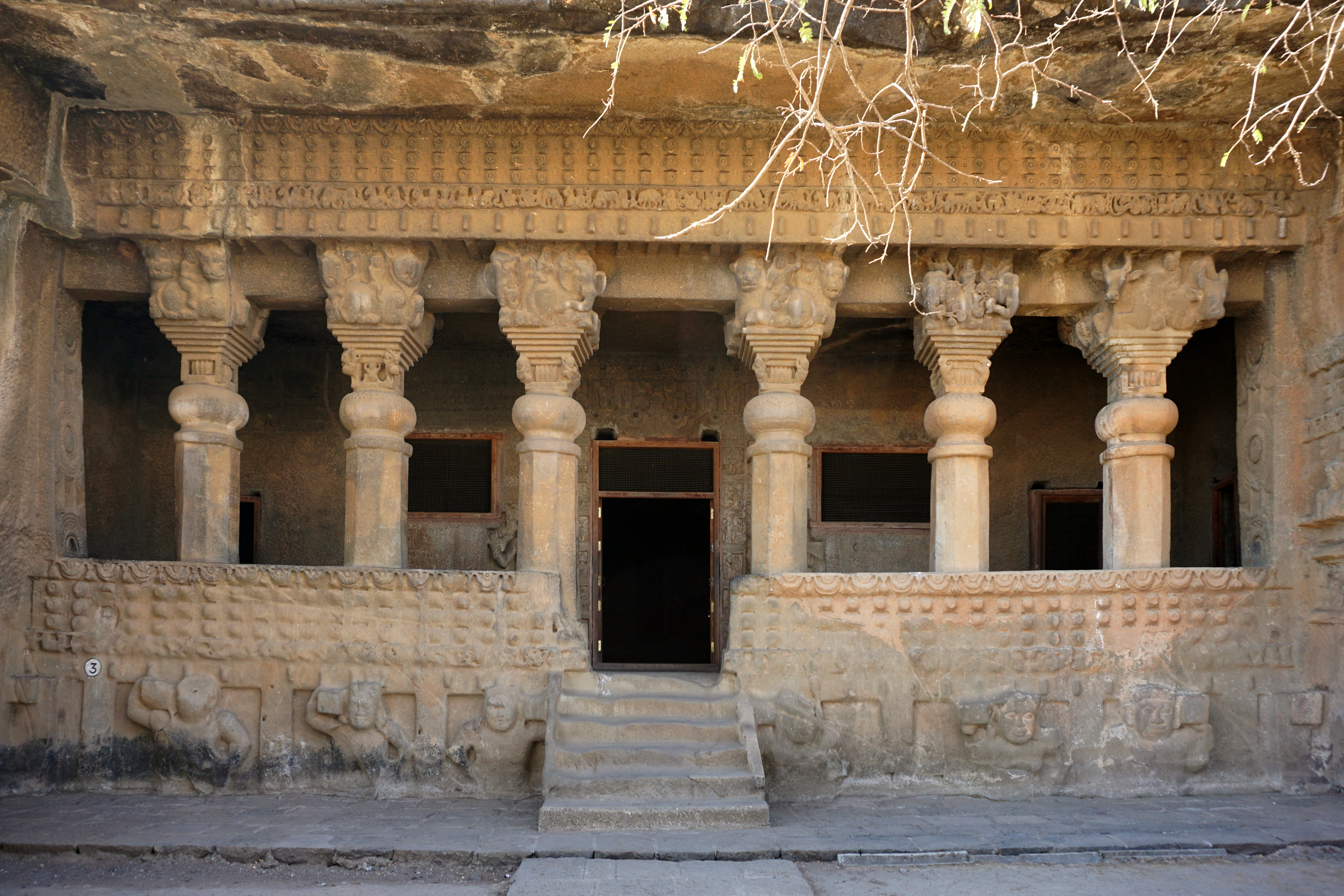
Gautamiputra vihara en las cuevas de Nasik, construidas en el siglo II a. C. por la dinastía Satavahana
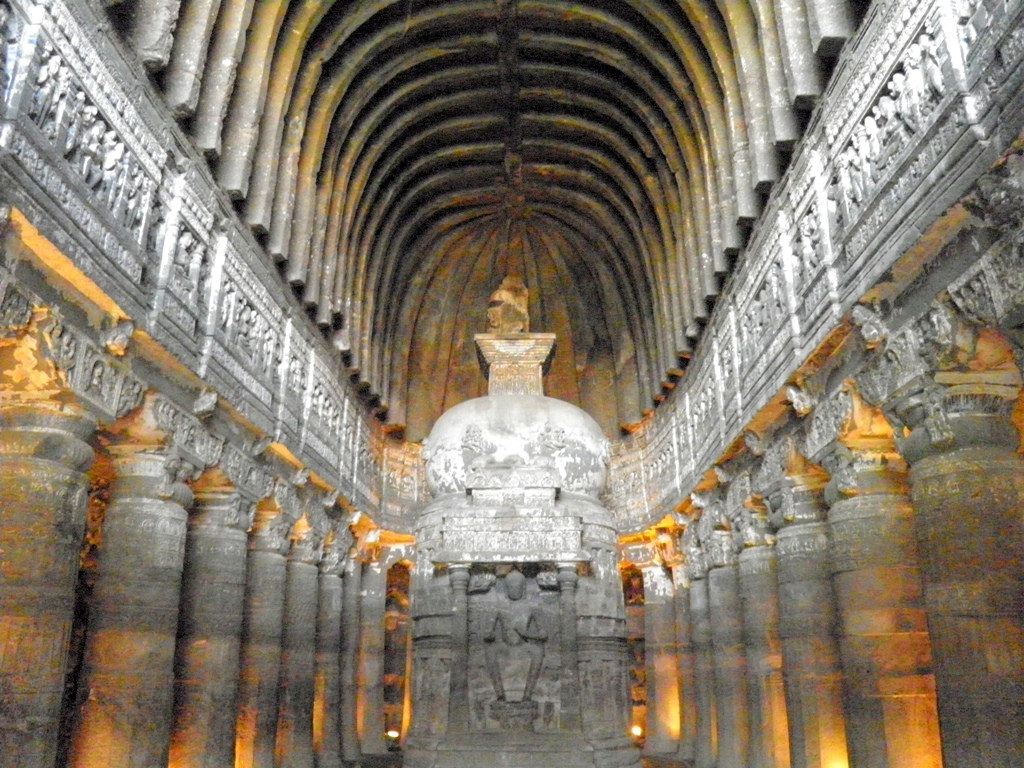
Las cuevas de Ajanta son 30 monumentos budistas excavados en cuevas, construidos bajo los vakatakas, ca. siglo V d. C.

## Cuevas naturales tempranas

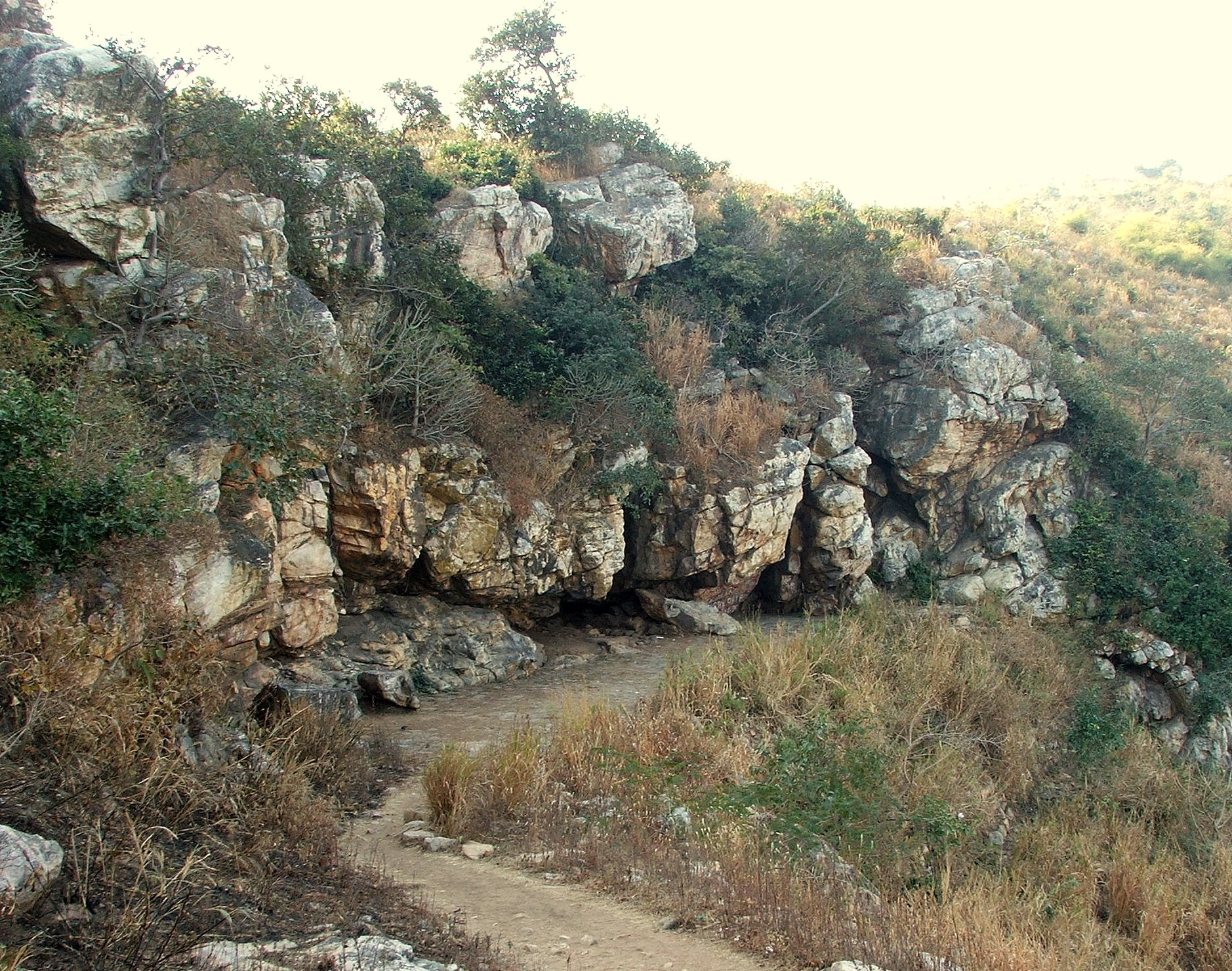
Cueva Saptaparni, lugar de retiro de Buda

Las cuevas más antiguas utilizadas por los humanos eran cuevas naturales que ocupaban o usaban para una variedad de propósitos, como santuarios y refugios. Las evidencias sugieren que las cuevas fueron ocupadas por primera vez, y ligeramente alteradas, durante los períodos paleolítico y mesolítico, hasta aproximadamente 6000 a. C.. Esos cambios no son considerados como arquitectura. Los ejemplos primeros incluyeron la decoración de rocas colgantes con diseños tallados en la roca. Los refugios rocosos de Bhimbetka, ahora declarados como Patrimonio de la Humanidad por la UNESCO, están ubicados en el borde de la meseta del Decán, donde la fuerte erosión ha dejado masivos afloramientos de arenisca. Los investigadores han encontrado herramientas primitivas y pinturas rupestres decorativas hechas por humanos en las muchas cuevas y grutas del área.
Durante la época de Buda (ca. 563/480 o ca. 483/400 a. C.), los monjes budistas también tenían la costumbre de usar cuevas naturales, como la cueva Saptaparni, al suroeste de Rajgir, Bihar. Muchos creen que fue el sitio en el que Buda pasó algún tiempo antes de su muerte,  y donde se celebró el primer concilio budista después de la muerte de Buda  (paranirvana). El mismo Buda también usó la cueva de Indrasala para la meditación, comenzando una tradición de usar cuevas, naturales o hechas por el hombre, como retiros religiosos, que duraría más de un milenio.

## Cuevas artificiales de la India oriental (siglos III-II a.C.)

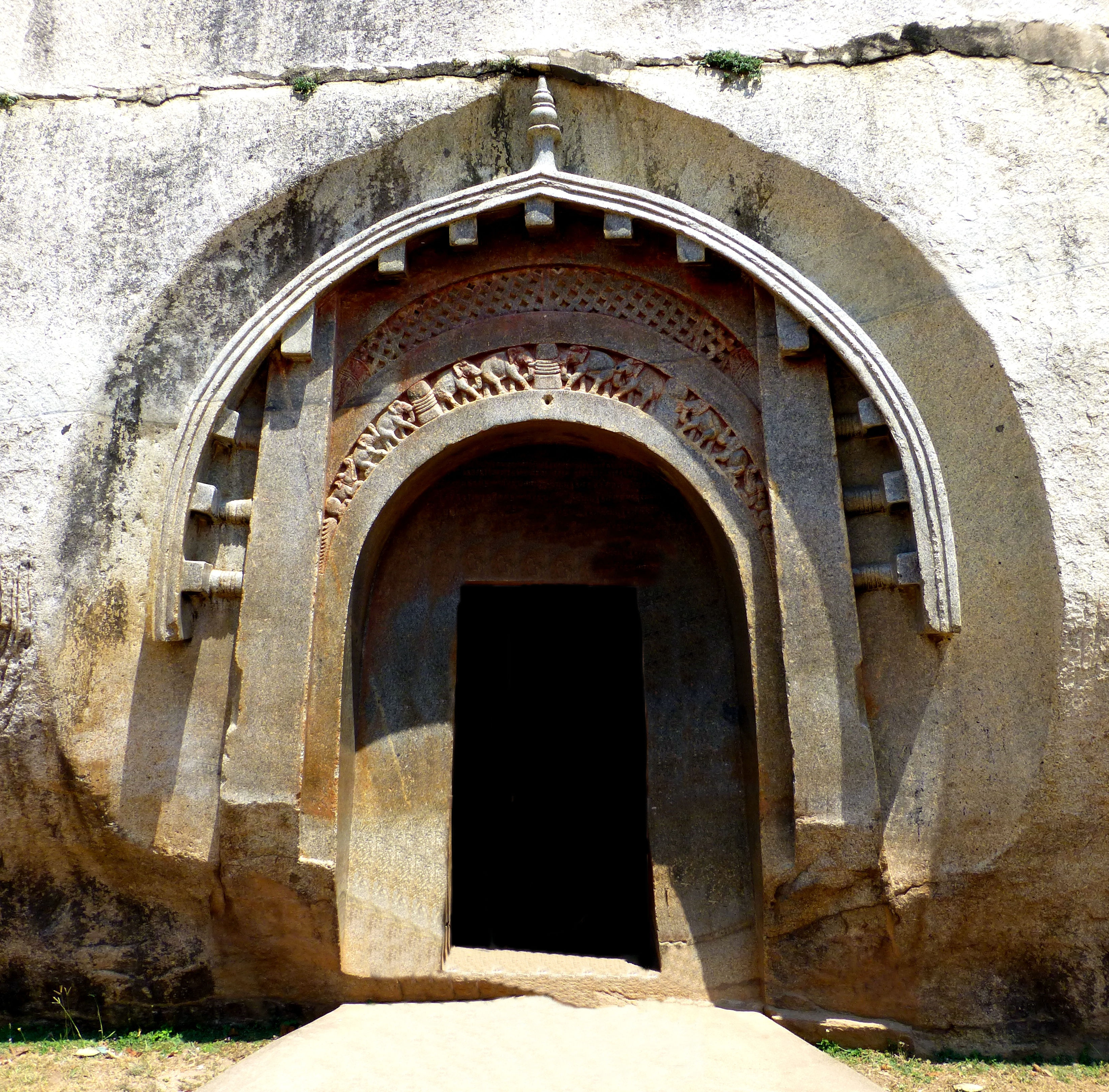
La famosa puerta tallada de Lomas Rishi, en una de las cuevas de Barabar, datada ca. 250 a. C., que muestra los primeros relieves mauryas conocidos.

En el siglo a. C., comenzó a desarrollarse la arquitectura india en la roca, iniciándose con las cuevas de Barabar, hoy en el estado de Bihar, ya altamente sofisticadas y patrocinadas por el estado, dedicadas personalmente por Ashoka alrededor del año 250 a. C.. Estas cuevas artificiales muestran un elevado nivel de competencia técnica, habiendo sido tallada la extremadamente dura roca de granito de forma geométrica y pulida hasta obtener un acabado similar a un espejo. Hay otra cueva con la estructura y cualidades de pulido de las cuevas de Barabar, pero sin ninguna inscripción, la cueva de Sitamarhi, a 20 km de Rajgir y a 10 km al suroeste de Hisua, también datada en la época del Imperio maurya. Es más pequeña que las cuevas de Barabar, mide solo 4.91x3.43 m, con una altura de techo de 2.01 m. La entrada también es trapezoidal, como en las cuevas de Barabar.
Finalmente, las cuevas jainitas de Son Bhandar en Rajgir, datadas generalmente en los siglos II-IV,  comparten una amplia estructura que recuerda a las cuevas de Barabar, con algunas pequeñas áreas de pulimento irregular, lo que lleva a algunos autores a sugerir que realmente pudieran ser contemporáneas, e incluso anteriores, a las cuevas de Barabar, y que serían un precedente y un paso evolutivo hacia estas.
Al sureste de Bihar, las cuevas de Udayagiri y Khandagiri, parcialmente naturales y parcialmente artificiales, se excavaron cerca de la ciudad de Bhubaneswar, hoy en el estado de Odisha. Las cuevas están situadas en dos colinas adyacentes, Udayagiri y Khandagiri, mencionadas como Kumari Parvat en la inscripción Hathigumpha. Son una serie de cuevas finamente talladas y ornadas construidas durante el siglo a. C. Se cree que la mayoría de esas cuevas fueron excavadas como bloques residenciales para los monjes jainistas durante el reinado del rey Kharavela. Udayagiri significa «colina del amanecer» y tiene 18 cuevas, mientras que Khandagiri tiene quince cuevas.

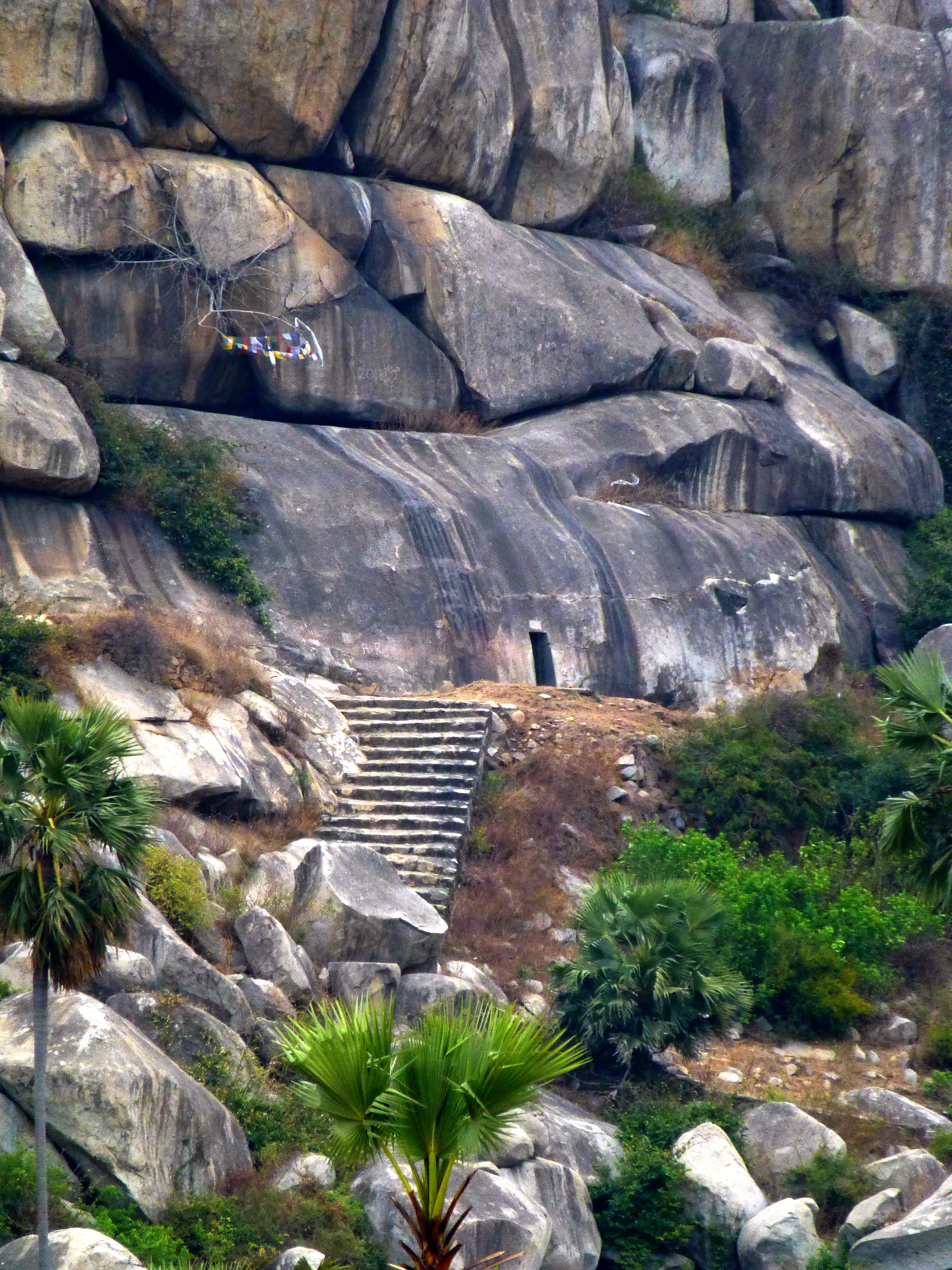
Entrada de la cueva de Gopika, en las cuevas de Barabar, siglo III a. C.
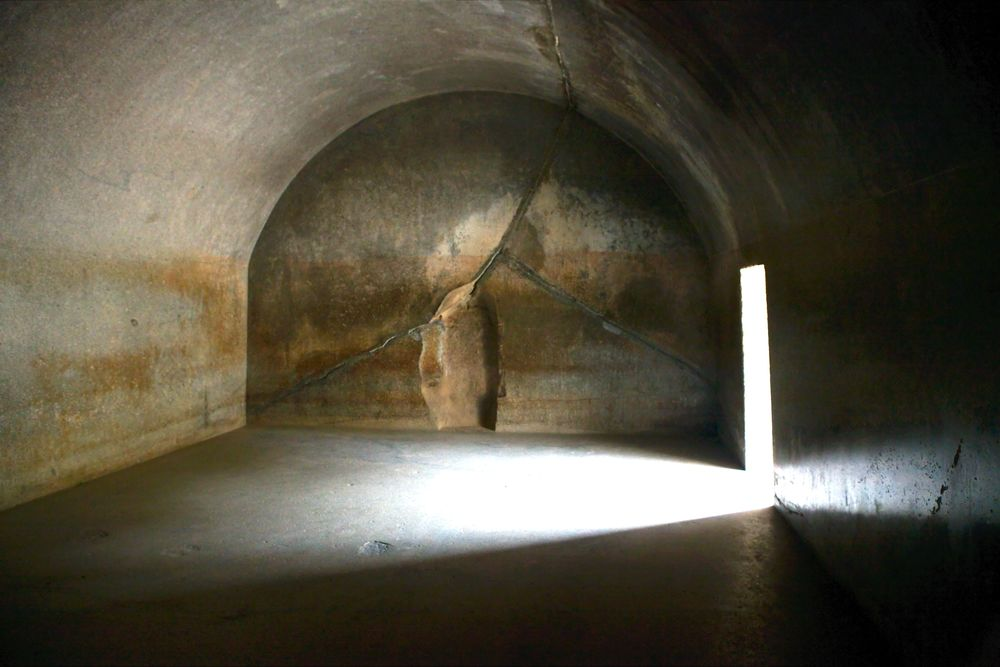
Interior de Sudama, en las cuevas de Barabar, pulidas hasta lograr un efecto espejo, ca. 250 a. C., fecha de las inscripciones de Ashoka.
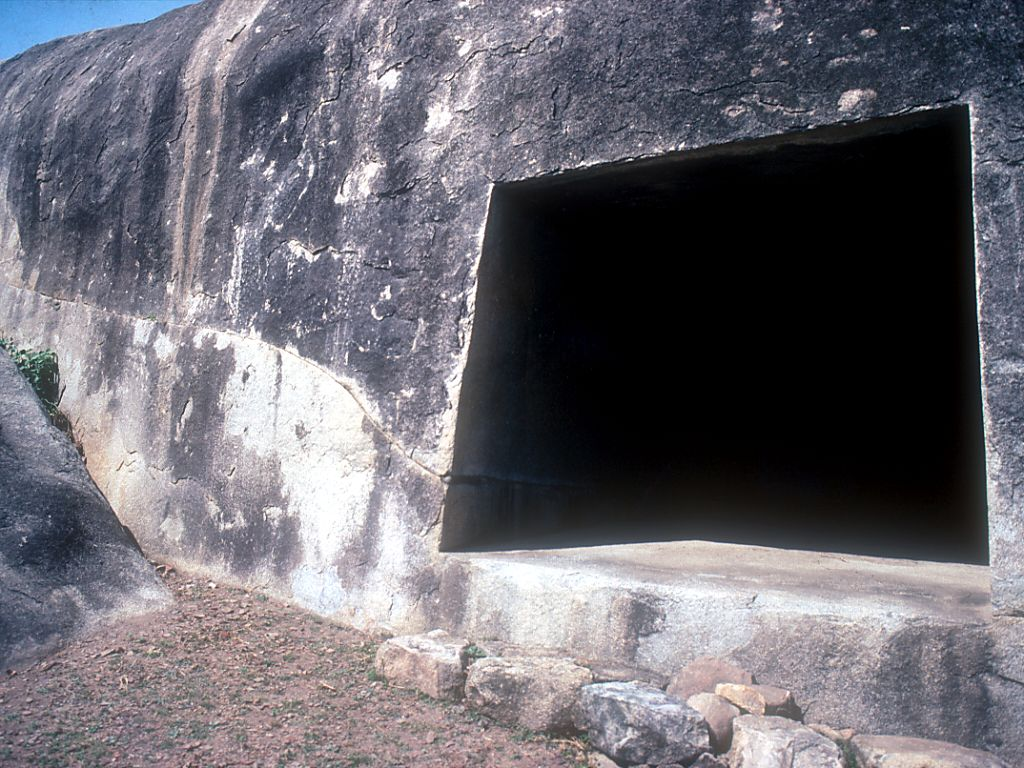
Entrada a la cueva de Visvakarma, en las cuevas de Barabar, siglo III a. C.
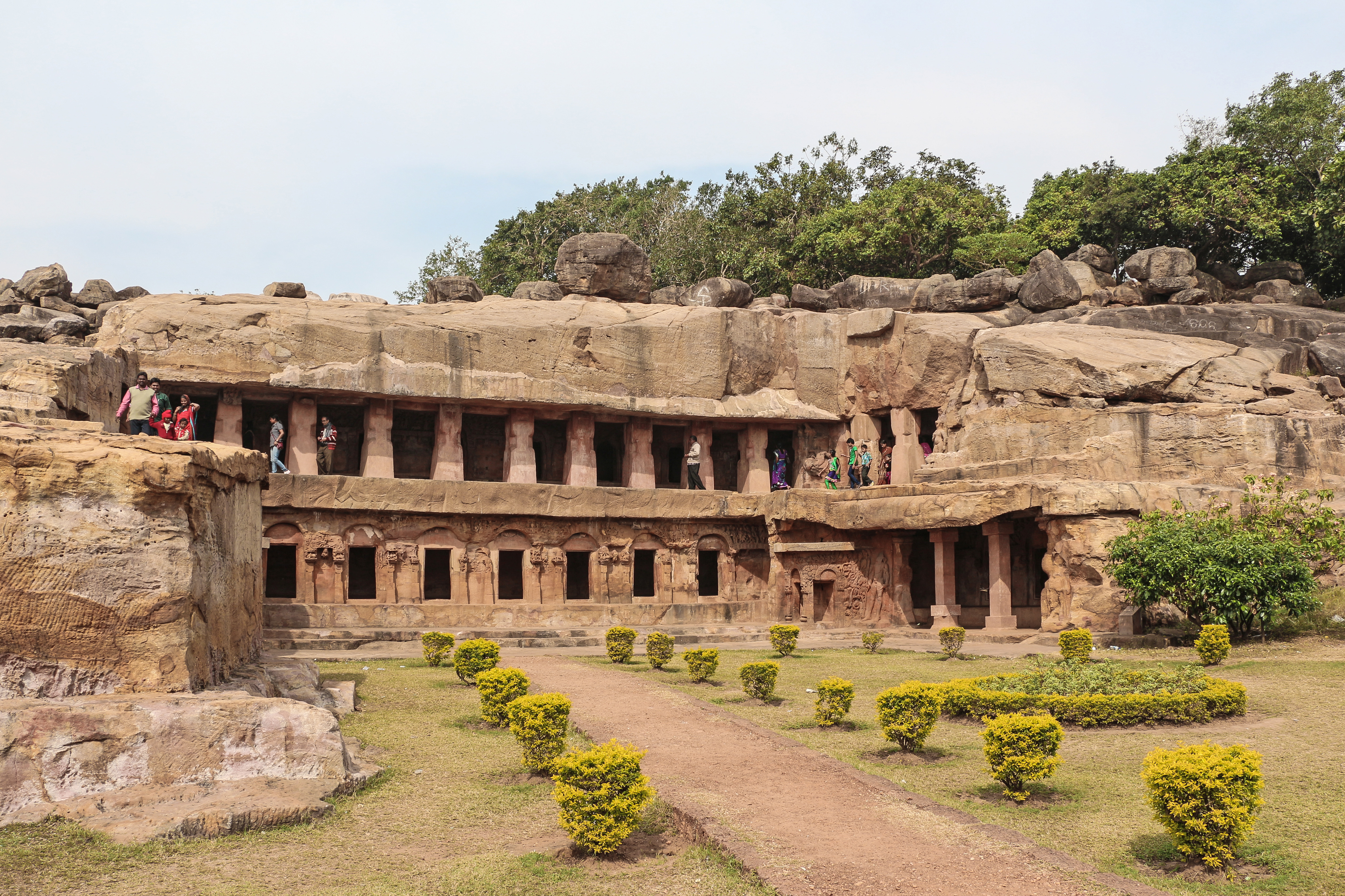
Cuevas de Udayagiri y Khandagiri, siglo II a. C.

## Cuevas artificiales de la India occidental
Después de las cuevas de Barabar, se hicieron grandes esfuerzos para construir cuevas religiosas en la India occidental hasta el siglo VI. Sin embargo, el pulido de las paredes de la cueva fue abandonado, para no ser revivido. Cuevas tan grandiosas como las cuevas de Karla (siglo I) o las cuevas de Ajanta (siglo V) no tienen ningún pulido. Esto puede deberse al hecho de que las cuevas maurya fueron dedicadas y patrocinadas por el gobierno imperial maurya, lo que permitió que se dispusieran enormes recursos y esfuerzos, mientras que las cuevas posteriores fueron esencialmente el resultado de donaciones de comuneros, que no podían sostener un nivel de gasto tan elevado.

### Primera ola de construcción (sigloIIa.C.-)
Probablemente debido a la caída en el siglo II a. C. del Imperio maurya y a las subsiguientes persecuciones del budismo bajo Pushyamitra Sunga, se piensa que muchos budistas se mudaron al Decán bajo la protección de la dinastía Andhra, trasladando así el esfuerzo de construcción de cuevas a India occidental: un enorme esfuerzo por crear cuevas religiosas (generalmente budistas o jainistas) continuó hasta el siglo II d. C., que culminó con las cuevas de Karla o las cuevas de Nasik. Estas cuevas generalmente seguían un plan absidal con una estupa en la parte posterior para las chaityas, y una planta rectangular con celdas circundantes para los viharas.
Cuando llegaron los misioneros budistas, naturalmente se dirigieron a las cuevas para usarlas como templos y moradas, de acuerdo con sus ideas religiosas de ascetismo y vida monástica. La topografía de los Ghats occidentales, con sus colinas de basalto de cima plana, profundos barrancos y afilados acantilados, se adaptaba a sus inclinaciones culturales. Las primeras cuevas de Kanheri fueron excavadas en los siglos I y II, al igual que las cuevas de Ajanta, que fueron ocupadas continuamente por monjes budistas desde 200 a. C. hasta 650 d. C.
Dado que la ideología budista fomentaba la participación en el comercio, los monasterios a menudo se convirtieron en escalas para los comerciantes del interior y proporcionaban casas de alojamiento a lo largo de las rutas comerciales. A medida que crecieron las dotaciones tanto mercantiles como reales, los interiores de las cuevas se hicieron más elaborados, siendo las paredes interiores decoradas con pinturas, relieves y tallas intrincadas. Numerosos donantes proporcionaron los fondos para la construcción de estas cuevas y dejaron inscripciones donativas, incluidos laicos, miembros del clero, funcionarios gubernamentales e incluso extranjeros como Yavanas (indo-griegos), que representan aproximadamente el 8 % de todas las inscripciones. Se agregaron fachadas en los exteriores, mientras que los interiores se asignaron para usos específicos, como monasterios (viharas) y salas de culto (chaityas). A lo largo de los siglos, las simples cuevas empezaron a parecerse a edificios independientes, debiendo ser formalmente diseñados y requiriendo de artesanos y obreros altamente cualificados para completarlas. Estos artesanos no habían olvidado sus raíces de trabajo en la madera e imitaban los matices de una edificación de madera y la veta de madera al trabajar con la piedra.
Ejemplos tempranos de arquitectura rupestre son las cuevas basadi, budistas y jainistas, templos y monasterios muchos de ellos con arcos gavaksha (chandrashalas). La naturaleza ascética de estas religiones hizo que sus seguidores vivieran en cuevas naturales y grutas en las laderas, lejos de las ciudades, y éstas se realzaron y embellecieron con el tiempo. Aunque muchos templos, monasterios y estupas fueron destruidos, en contraste, los templos en las cuevas se conservaron muy bien, ya que son menos visibles y, por lo tanto, menos vulnerables al vandalismo, además de estar hechos de un material más duradero que la madera y la mampostería. Hay alrededor de 1200 templos en cuevas que aún subsisten, la mayoría de ellos budistas. Las residencias de los monjes se llamaban viharas y los santuarios de las cuevas, llamados chaityas, eran para el culto de la congregación. La primera garbhagriha tallada en la roca, similar a las independientes posteriores, tenía una cámara circular interior con pilares para crear un camino circunvalatorio (pradakshina) alrededor de la estupa y una sala rectangular exterior para la congregación de los devotos.

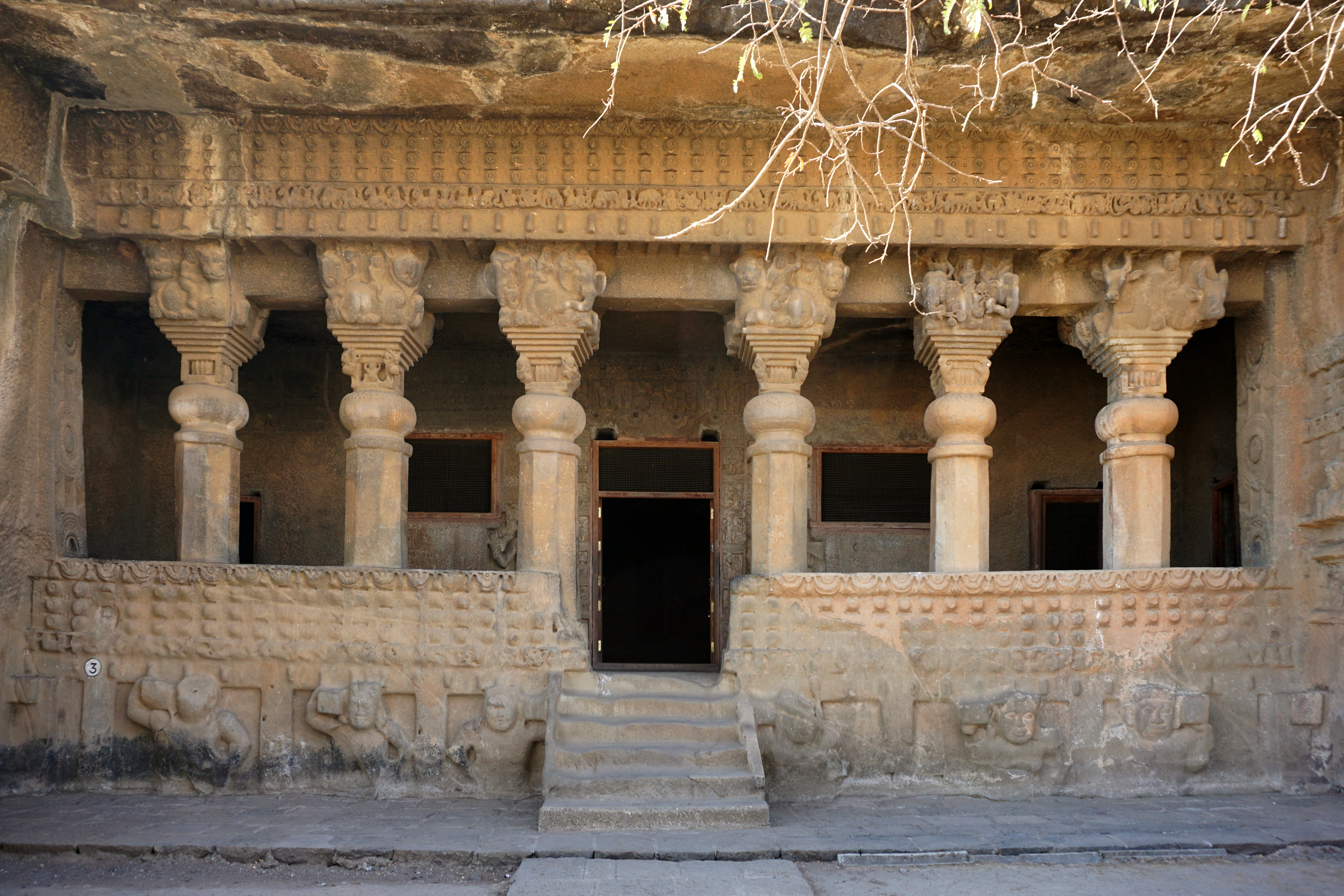
Gautamiputra vihara en las cuevas de Nasik construidas en el siglo II a. C. por la dinastía Satavahana
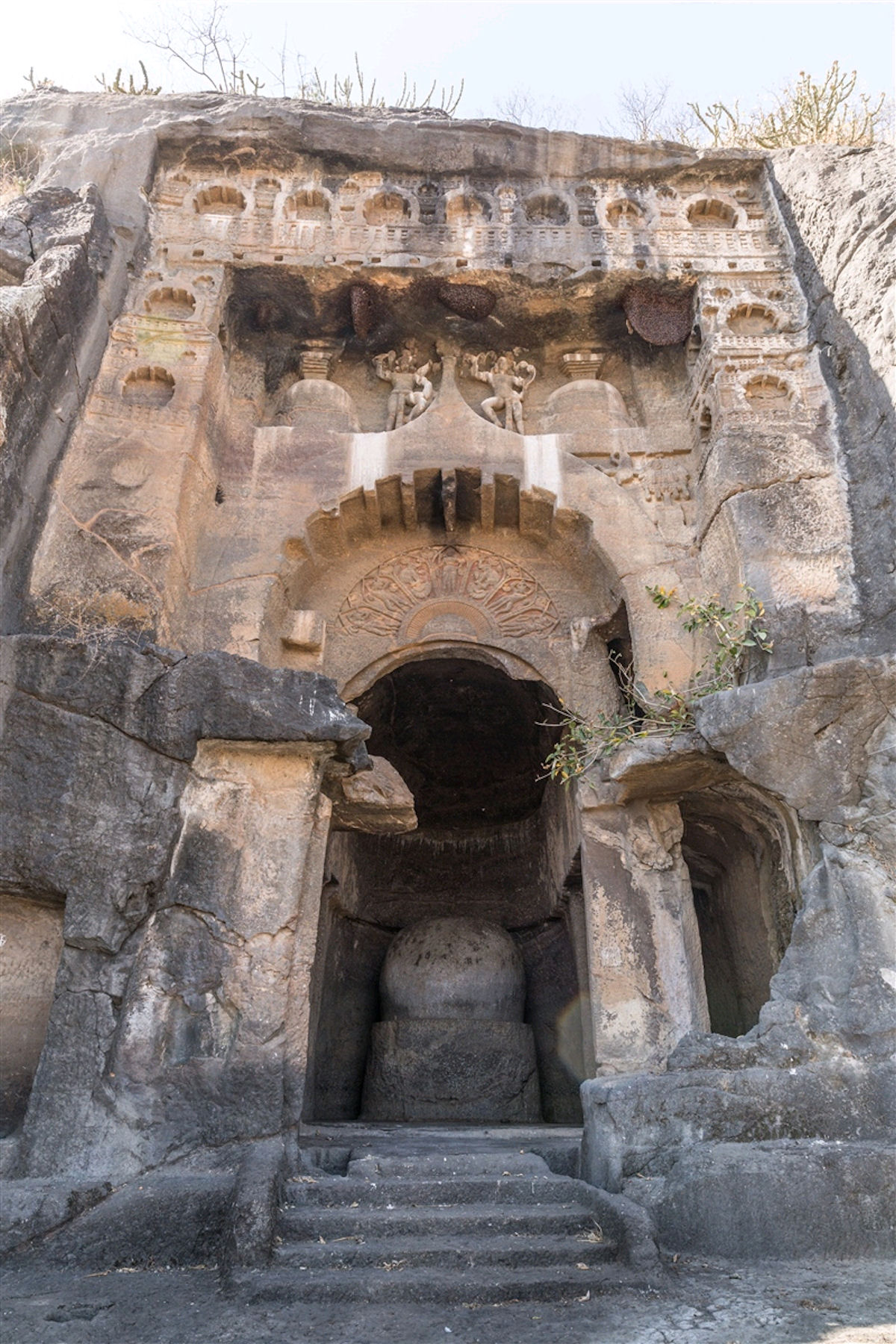
Cuevas de Manmodi en Junnar, siglo II
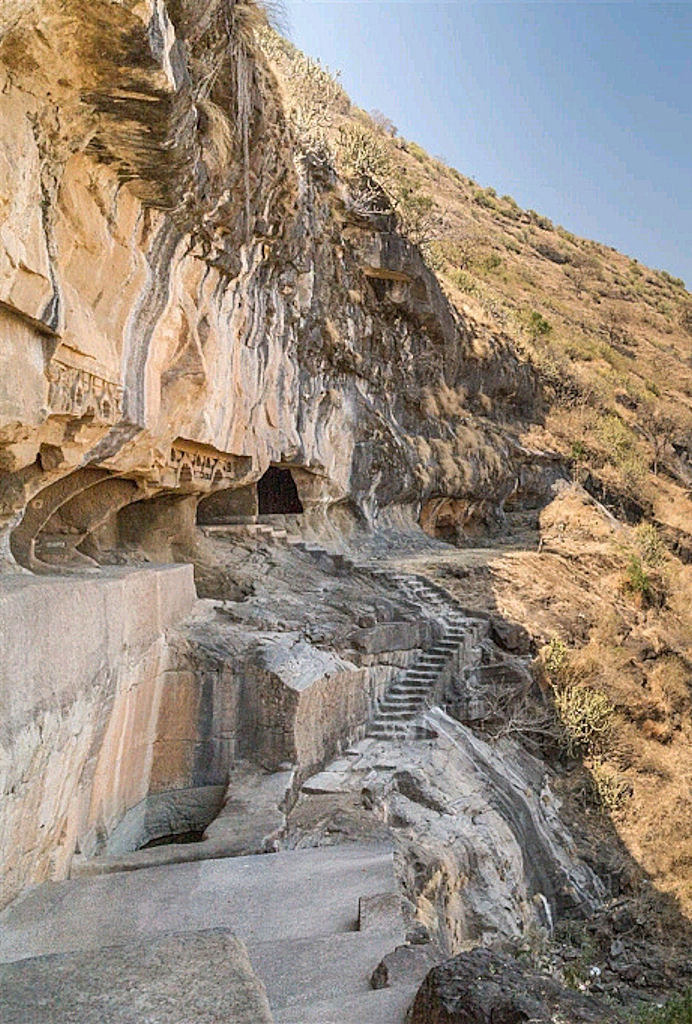
Cuevas de Tulja en Junnar
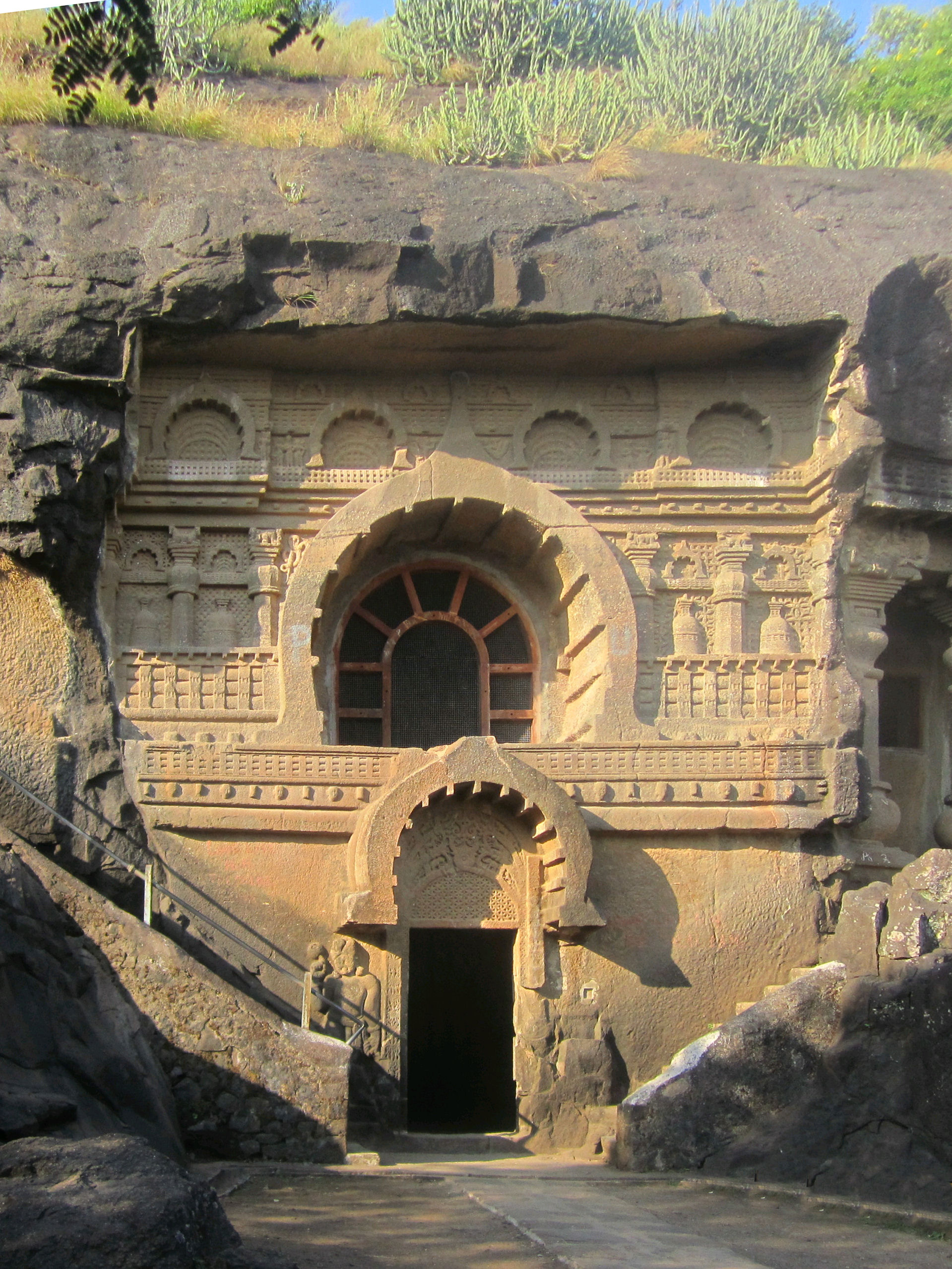
Fachada Chaitya en las cuevas de Nasik

### Segunda ola de construcción de cuevas (siglos V-VI)

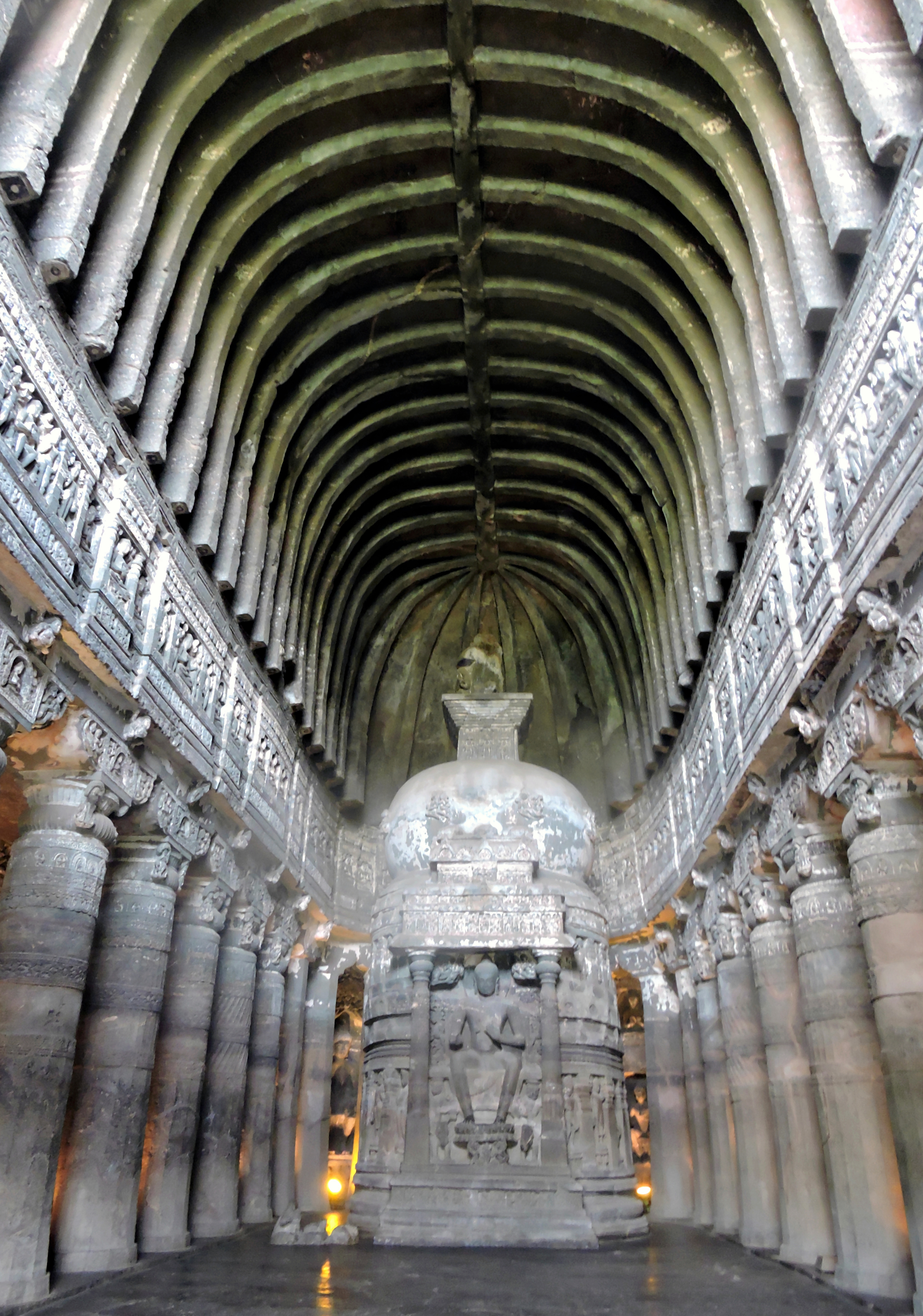
Cueva 26 en Ajanta, ca. 480

La construcción de cuevas se desvanecería después del siglo II d. C., posiblemente debido al surgimiento de la rama del budismo Mahayana y la intensa producción arquitectónica y artística asociada en Gandhara y Amaravati. La construcción de cuevas excavadas en la roca se reavivará brevemente en el siglo VI, con los magníficos logros de Ajanta y Ellora, antes de ceder finalmente cuando el hinduismo reemplazó al budismo en el subcontinente, y los templos independientes se hicieron más prevalentes.
Las cuevas de Ajanta en Maharashtra, declaradas en 1983 Patrimonio de la Humanidad, son 30 templos budistas tallados en la roca en la pared vertical de un desfiladero en las colinas de las montañas Sahyadri, localizado cerca de un estanque que es alimentado por varias cascadas. Al igual que todas las ubicaciones de cuevas budistas, esta se encuentra cerca de las principales rutas comerciales y las construcciones abarcan seis siglos, comenzando en el siglo a. C. o siglo a. C. Durante el reinado vakataka de Harisena, entre 460 y 478,  el lugar vivió un período de intensa actividad excavatoria. Se encuentran aquí gran variedad de esculturas decorativas, columnas intrincadamente talladas y relieves tallados, que incluyen cornisas y pilastras exquisitamente trabajados. Artesanos cualificados construyeron en la roca viva para imitar la construcción con vigas de madera (como en los dinteles), con las vetas y la intrincada talla decorativa, aunque arquitectónica, ya que los elementos eran ornamentales y no funcionales en el sentido clásico.
Más tarde, varios reyes hindúes de la India meridional patrocinaron la erección de muchos templos en cuevas dedicados a dioses y diosas hindúes. Un ejemplo prominente de tal arquitectura son los templos en cuevas de Badami, en Badami, la antigua capital de los chalukyas, excavados en el siglo VI. Hay cuatro templos excavados a los lados de los acantilados, tres hindúes y uno jainista, que tienen elementos arquitectónicos tallados, como pilares y soportes decorativos, así como esculturas finamente talladas y paneles de techo ricamente grabados. Muy cerca se encuentran muchos pequeños santuarios en cuevas budistas.
La arquitectura de roca también se desarrolló con la aparición de los baoris —aljibes escalonados— en la India, que datan de 200-400. Posteriormente, se llevó a cabo la construcción de pozos en Dhank (550-625) y aljibes escalonados en Bhinmal (850-950).

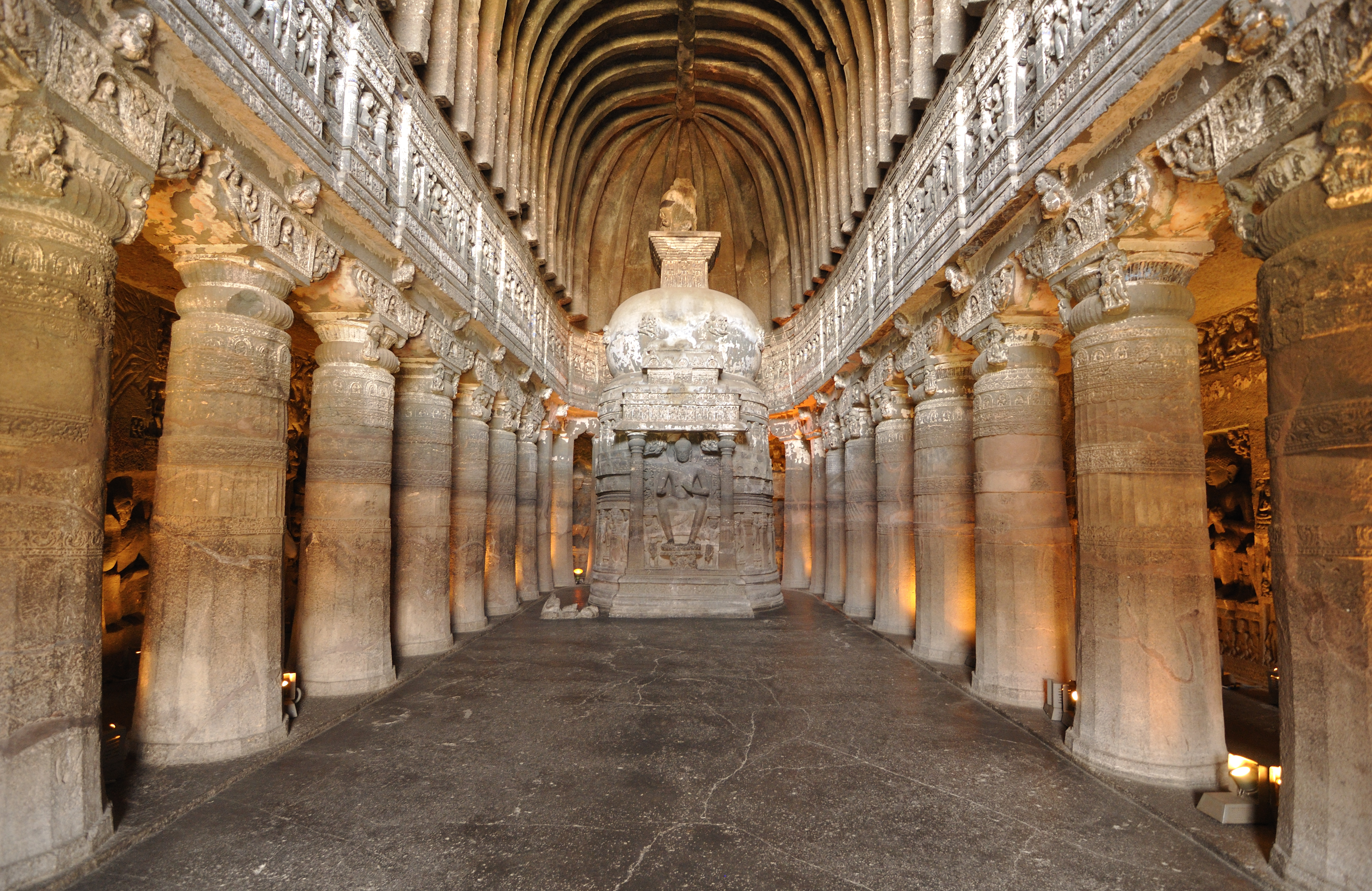
Las cuevas de Ajanta son 30 monumentos budistas excavados en cuevas, construidos bajo los vakatakass.
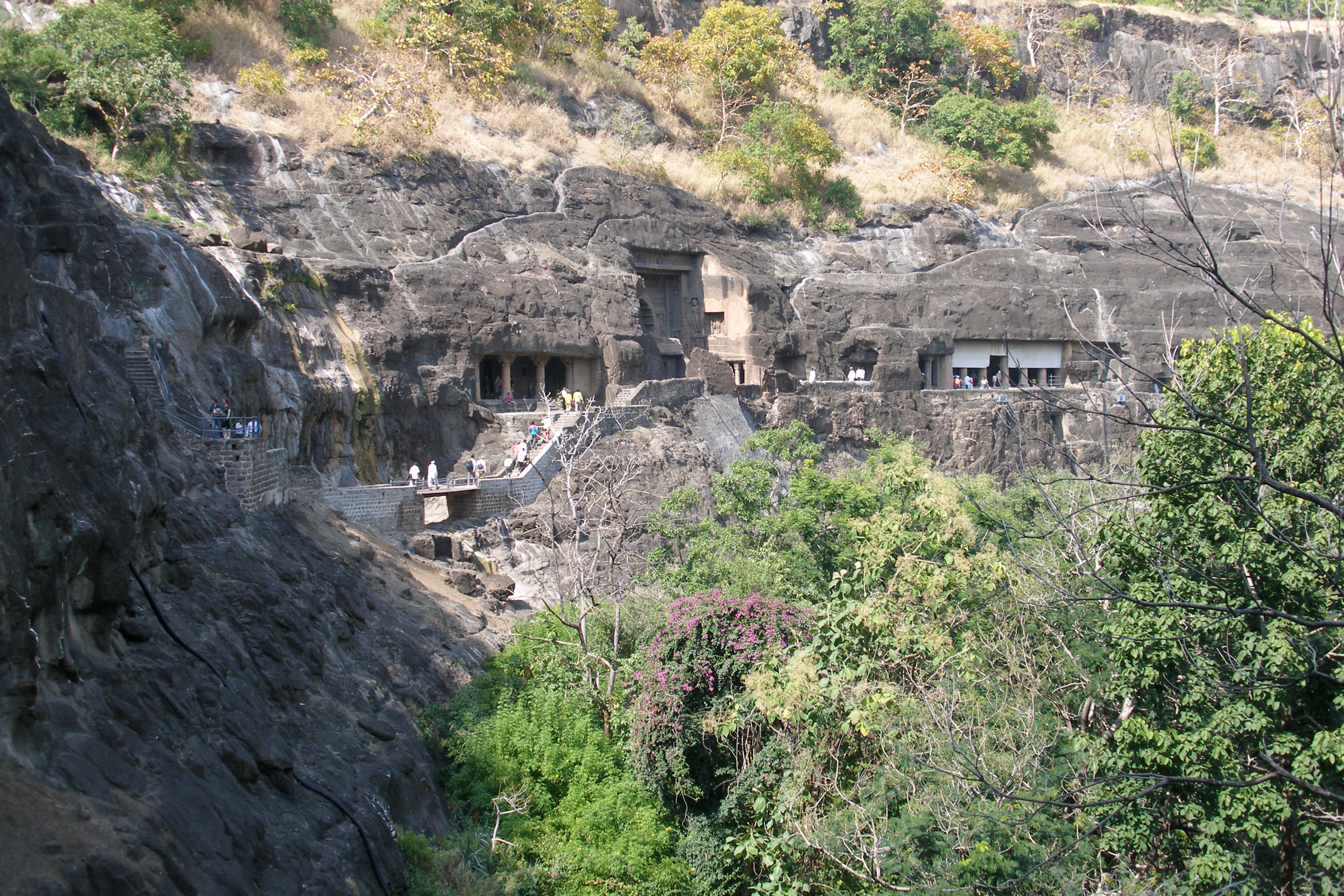
Algunas de las 29 cuevas de Ajanta
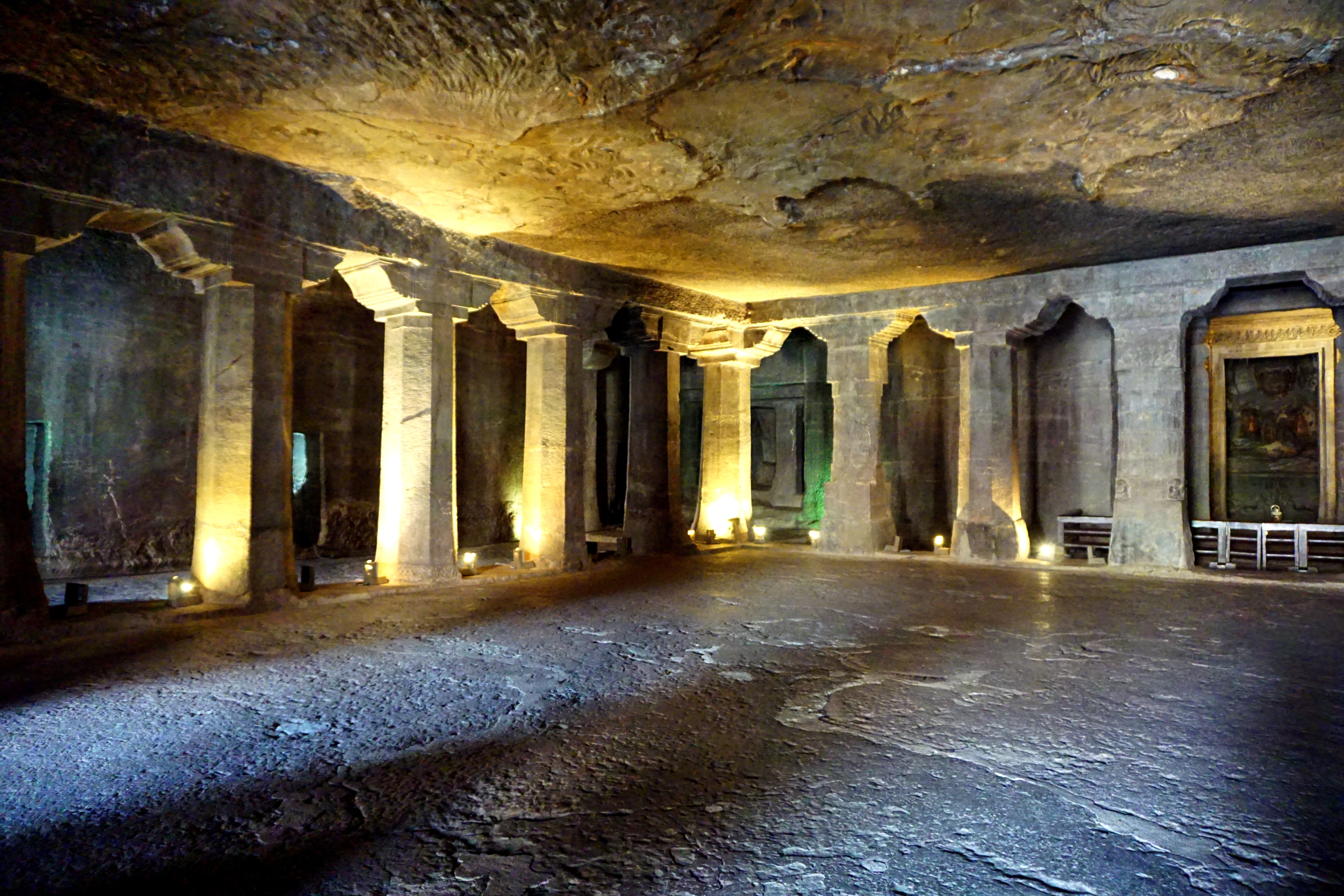
Vihara (monasterio) con su sala cuadrada rodeada por celdas de monjes. Cueva n.º 4 de Ajanta
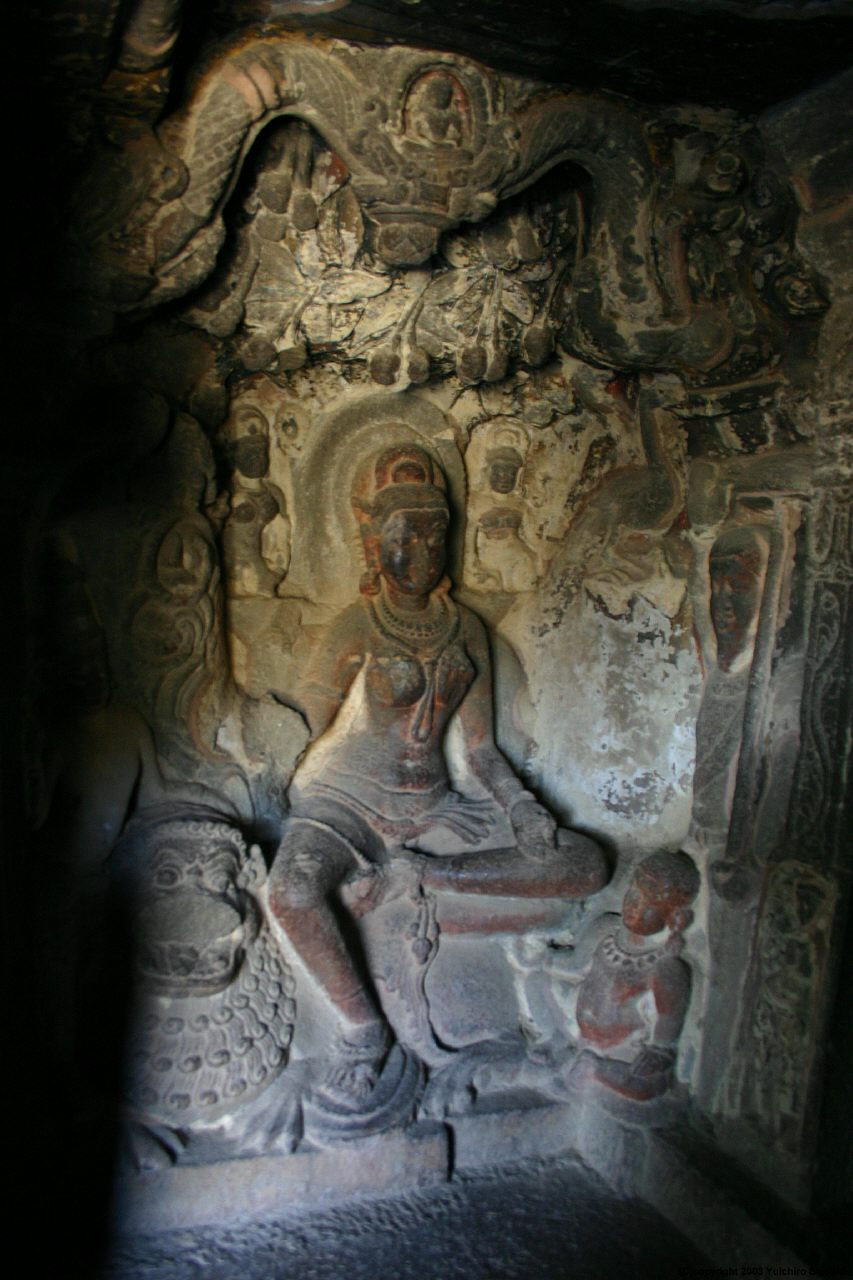
Cueva n.º 34 de Ellora. El yakshini Ambika, el yakshini de Neminath en la cueva jainita en Ellora

## Templos monolíticos tallados en la roca

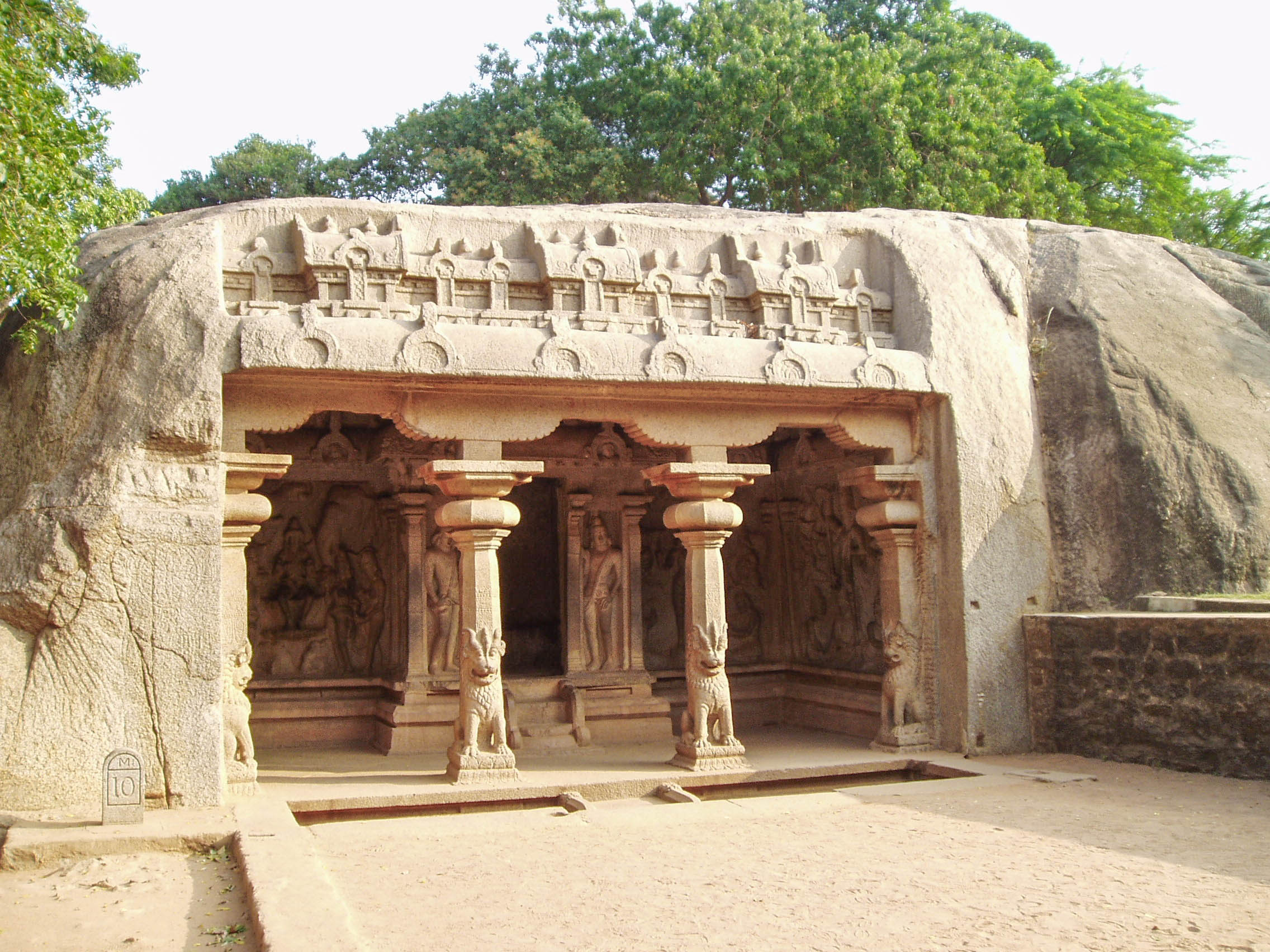
Templo de la cueva de Varaha

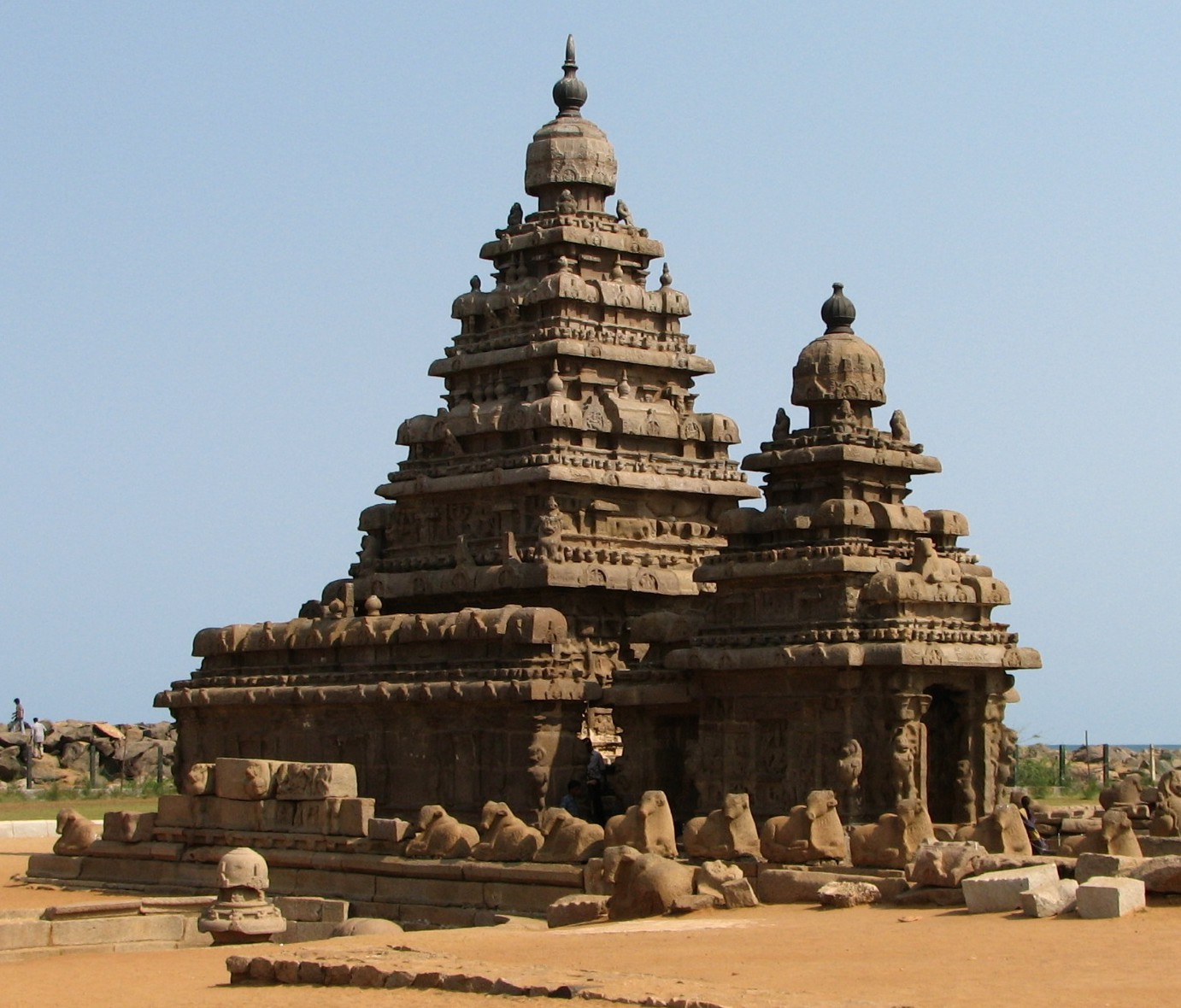
Templo monolítico de Pancha Rathas, finales del siglo VII

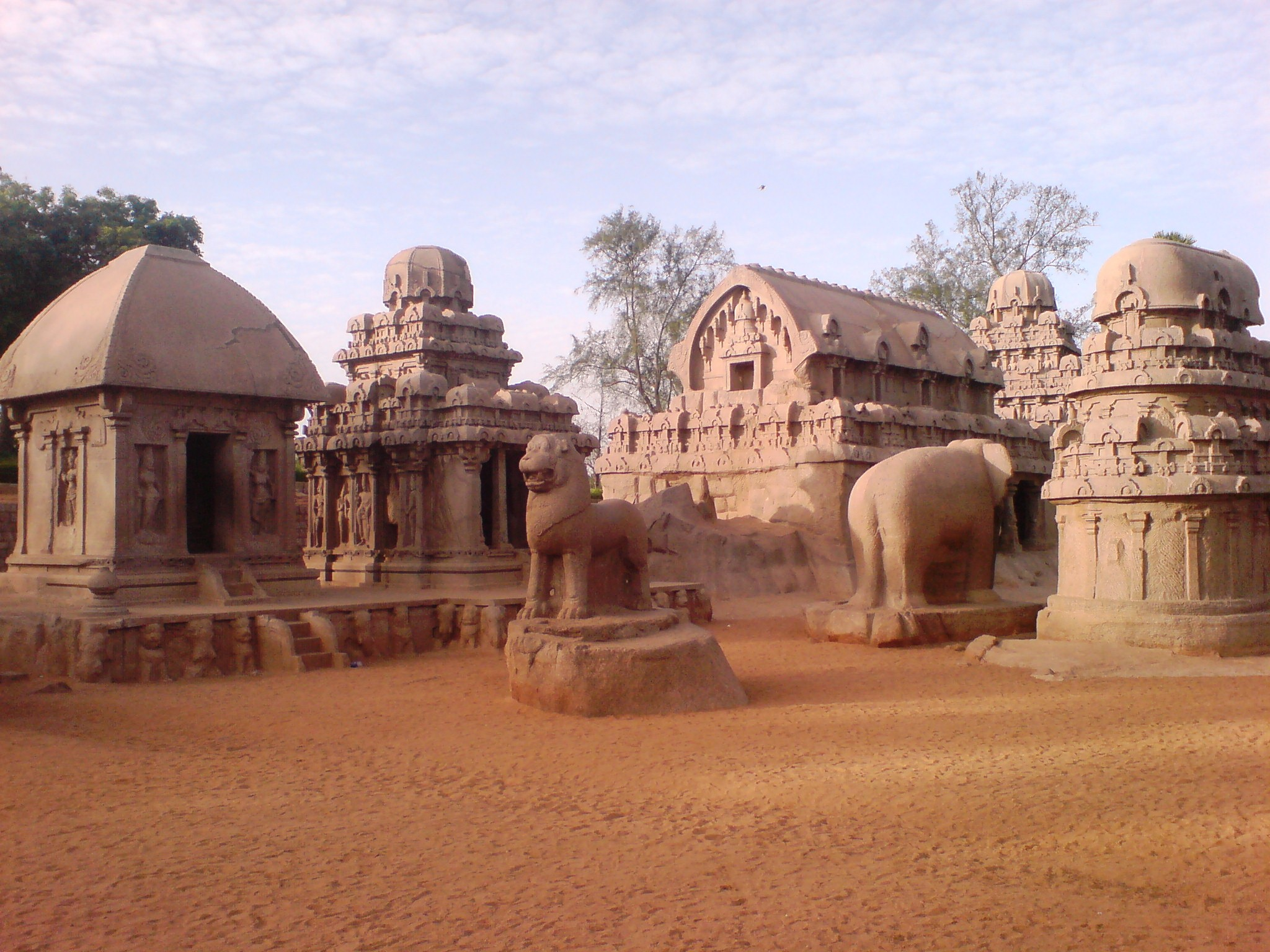
Templos monolíticos tallados en la roca de Pancha Rathas, finales del siglo VII

Los arquitectos de la dinastía Pallava comenzaron la talla de la roca para la creación de copias monolíticas de edificios destinados a templos. Una característica de la distribución de los templos excavados en la roca hasta la época de los primeros Pallavas era que no se encuentran más al sur que Arakandanallur, con la sola excepción de Tiruchitrapalli en la orilla sur del río Kaveri, el tradicional límite meridional entre el norte y el sur. Además, al sur del río no había en general buenas paredes expuestas de granito para tallar edificaciones en roca.
Un templo monolítico se talla en una roca grande y se excava y se corta para imitar un templo de madera o de mampostería con adornos de pared y obras de arte. Pancha Rathas es un ejemplo de arquitectura monolítica india tallada en la roca, que data de finales del siglo VII y está ubicado en Mamallapuram, un sitio declarado Patrimonio de la Humanidad por la Unesco.
El templo 16 de las cuevas de Ellora —en la meseta del Decán hoy en Maharashtra— el templo Kailash, es un enorme templo monolítico dedicado al Señor Shiva, singular ya que fue excavado desde arriba hacia abajo en lugar de la práctica habitual de tallar en la escarpa de una colina. El templo Kailash se creó a través de una única y enorme excavación de arriba abajo, de 100 pies de profundidad en la roca volcánica basáltica del acantilado. Fue encargado en el siglo VIII por el rey Krishna I y tardó más de 100 años en completarse. Hay 34 cuevas construidas en este sitio, pero las otras 33 cuevas, hindúes, budistas y jainistas, fueron excavadas en el lado de la roca de la meseta. El efecto que causa el templo Kailash es el de un templo aislado rodeado de pequeños santuarios en cuevas talladas en la misma roca negra. El templo Kailash está tallado con figuras de dioses y diosas de los hindúes Puranas, junto con seres místicos como ninfas y músicos celestiales y figuras de buena fortuna y fertilidad. Las cuevas de Ellora también son Patrimonio de la Humanidad.
No hay un corte temporal que separe la creación de templos excavados en la roca y templos aislados monolíticos, ya que se desarrollaron en paralelo. La construcción de edificaciones independientes, especialmente de templos budistas, comenzó en el siglo a. C., mientras que los templos hindúes comenzaron a construirse a partir del siglo d. C. Mientras tanto, los templos tallados en roca continuaron excavándose hasta el siglo XII.

## Galería de imágenes

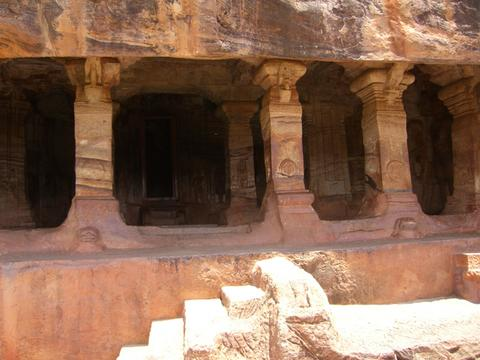
Cueva jainita Badami
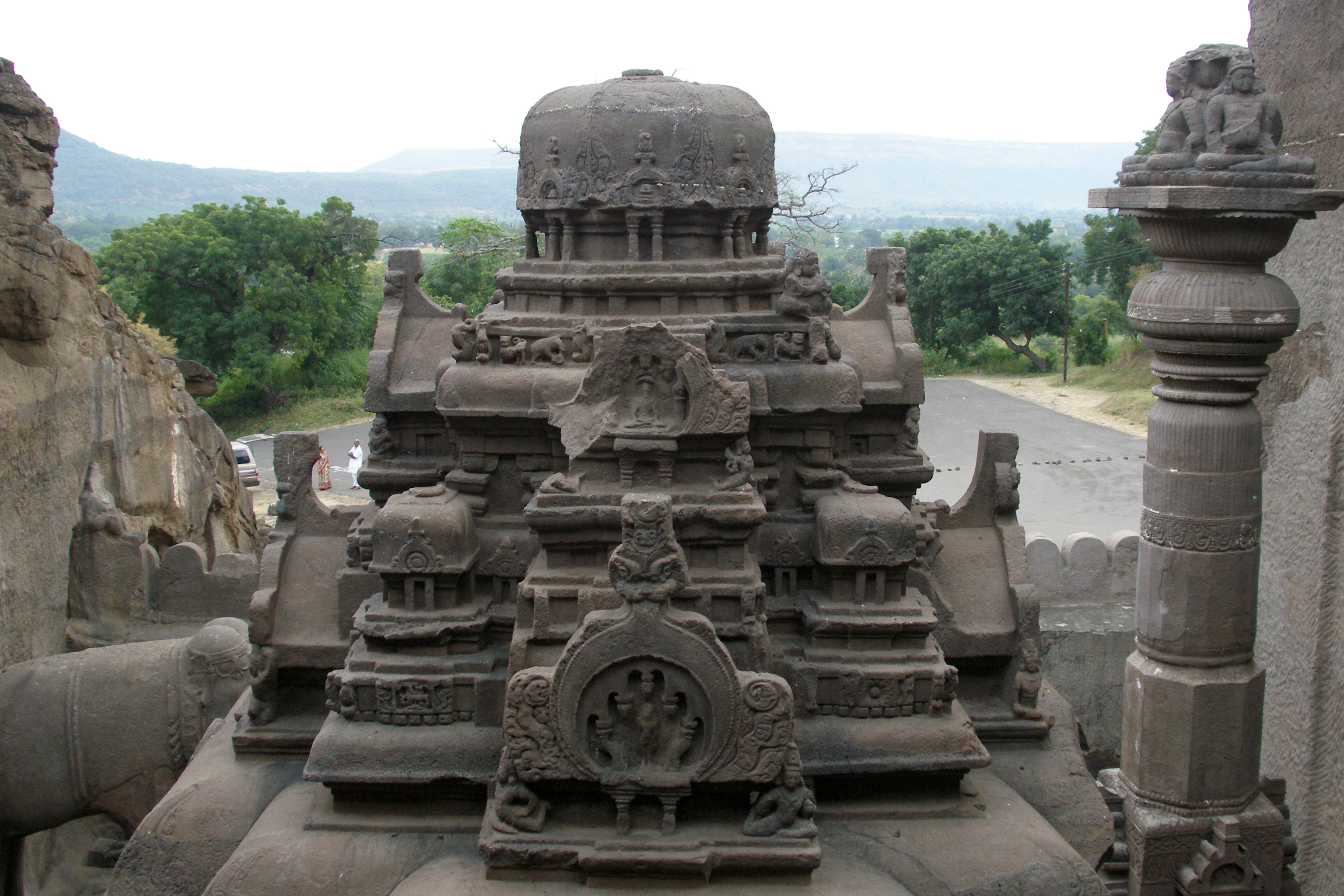
Cueva jainita n.º 30 en Ellora
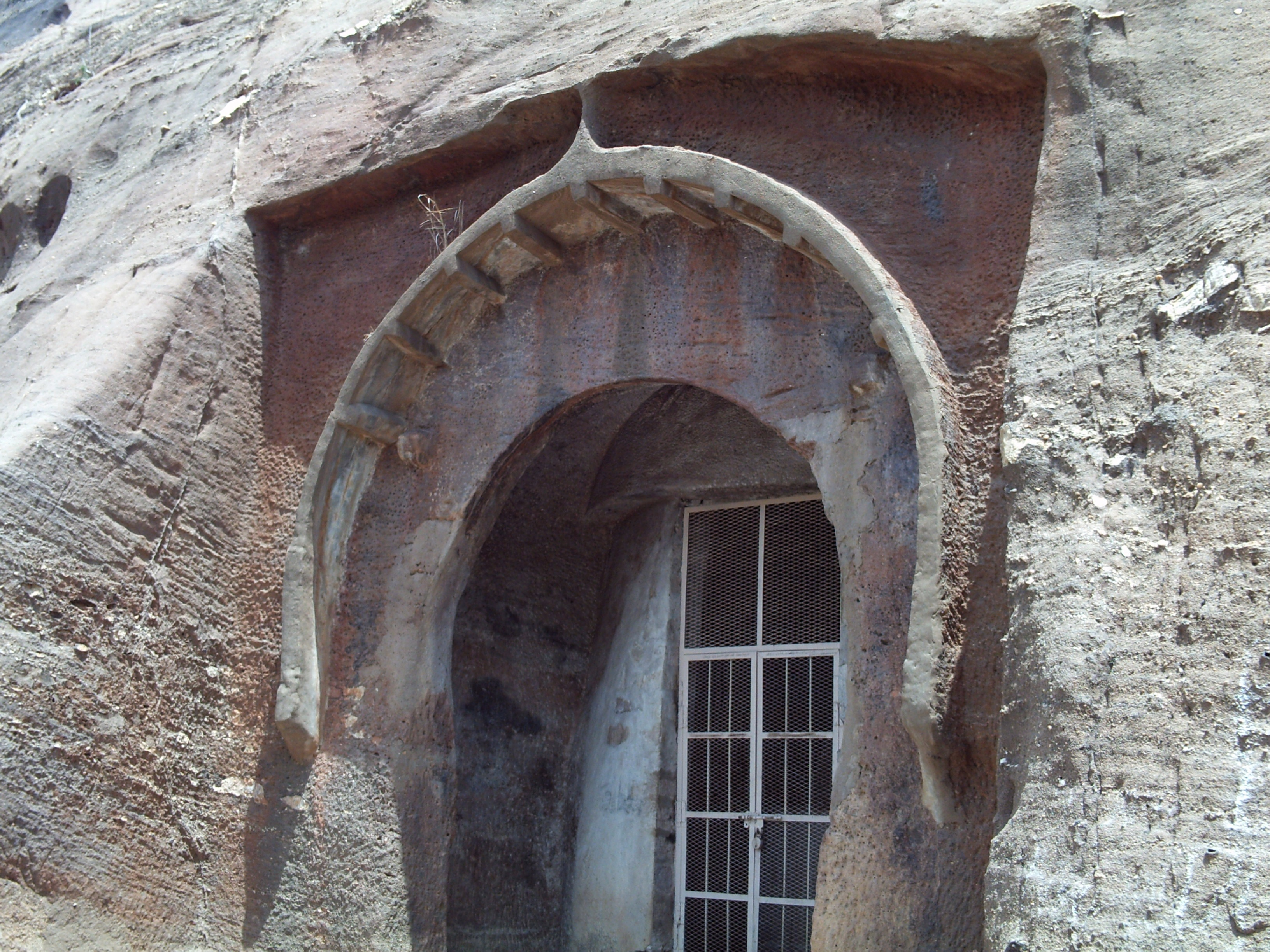
Entrada del templo de la cueva de Rockcut (estilo similar a las cuevas de Barabar) en Guntupalle, Andhra Pradesh
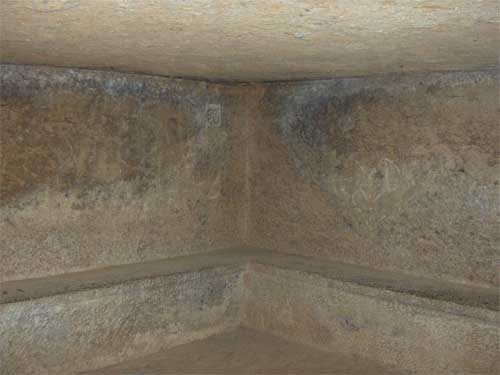
lechos avanzados en los primeros viharas en las cuevas de Kanheri

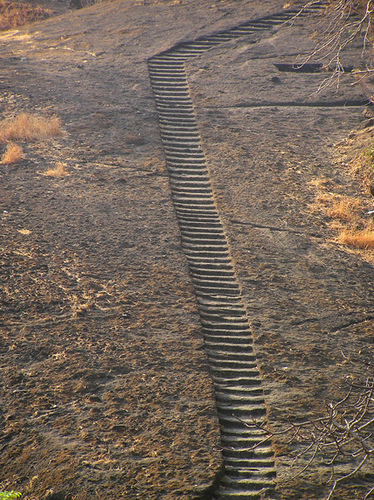
Escalera de corte tallada en roca que conduce a Kanheri
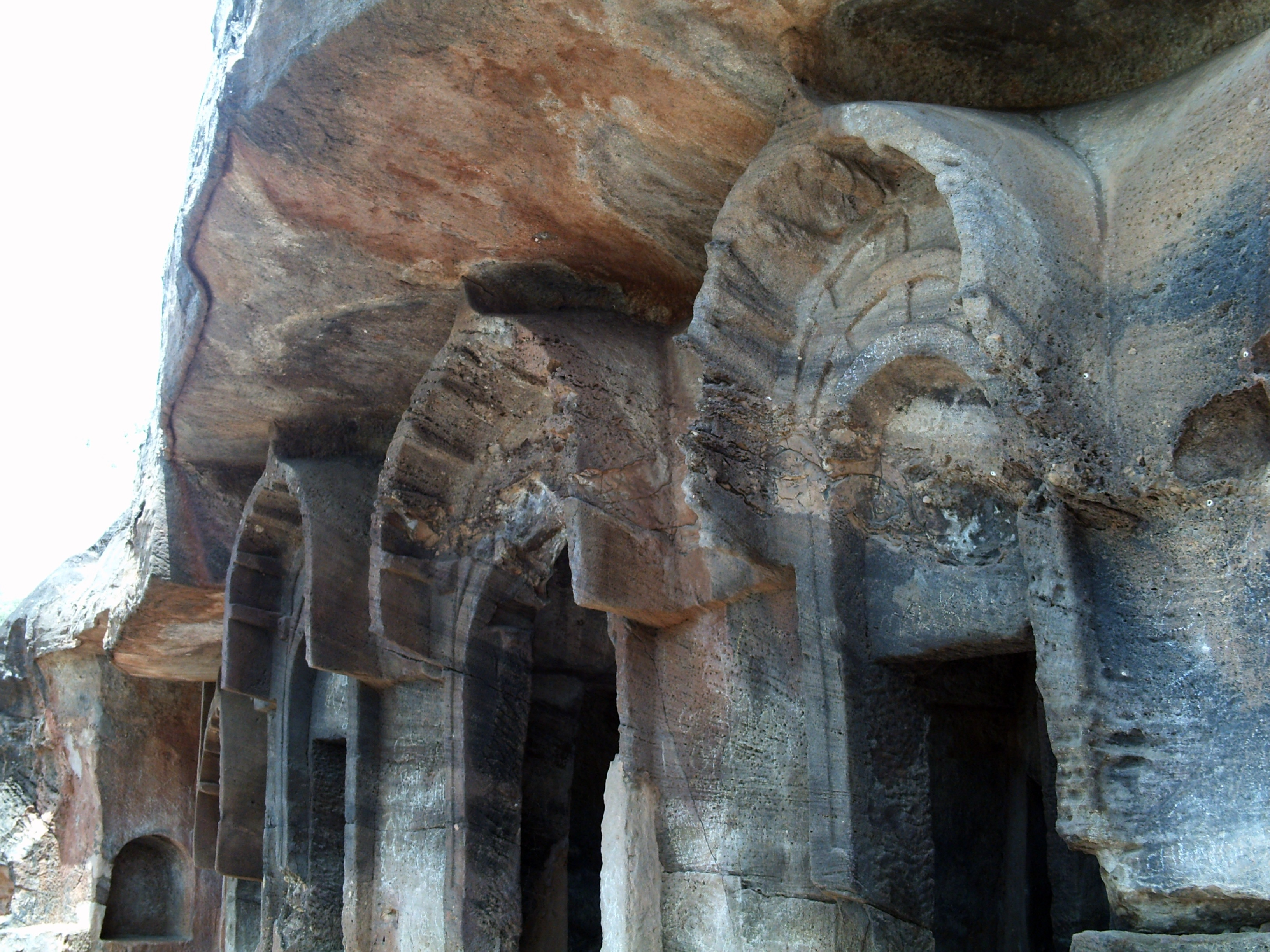
Cuevas rupestres de Guntupalle, Andhra Pradesh
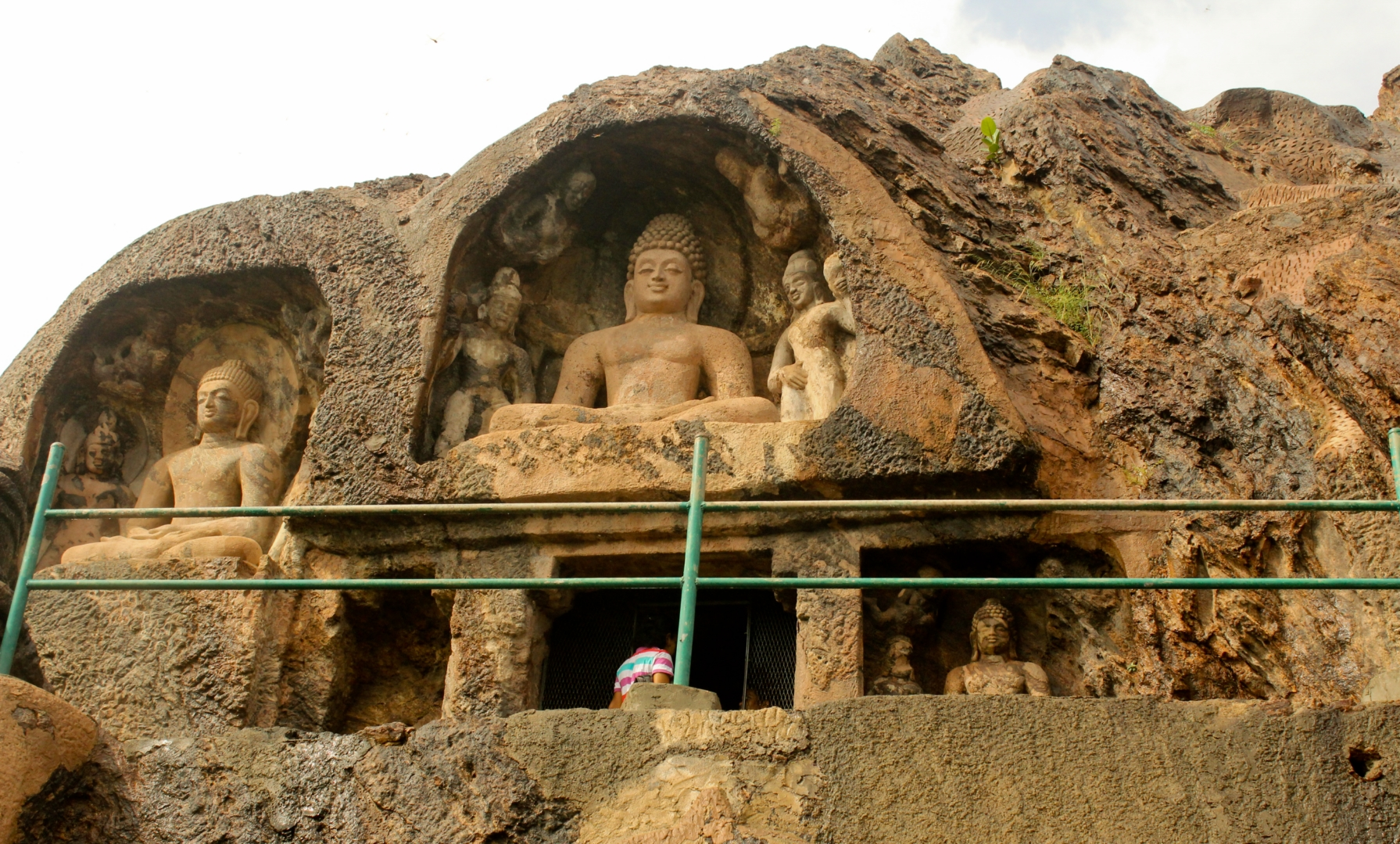
Estatuas de Buda talladas en la roca, Bojjannakonda
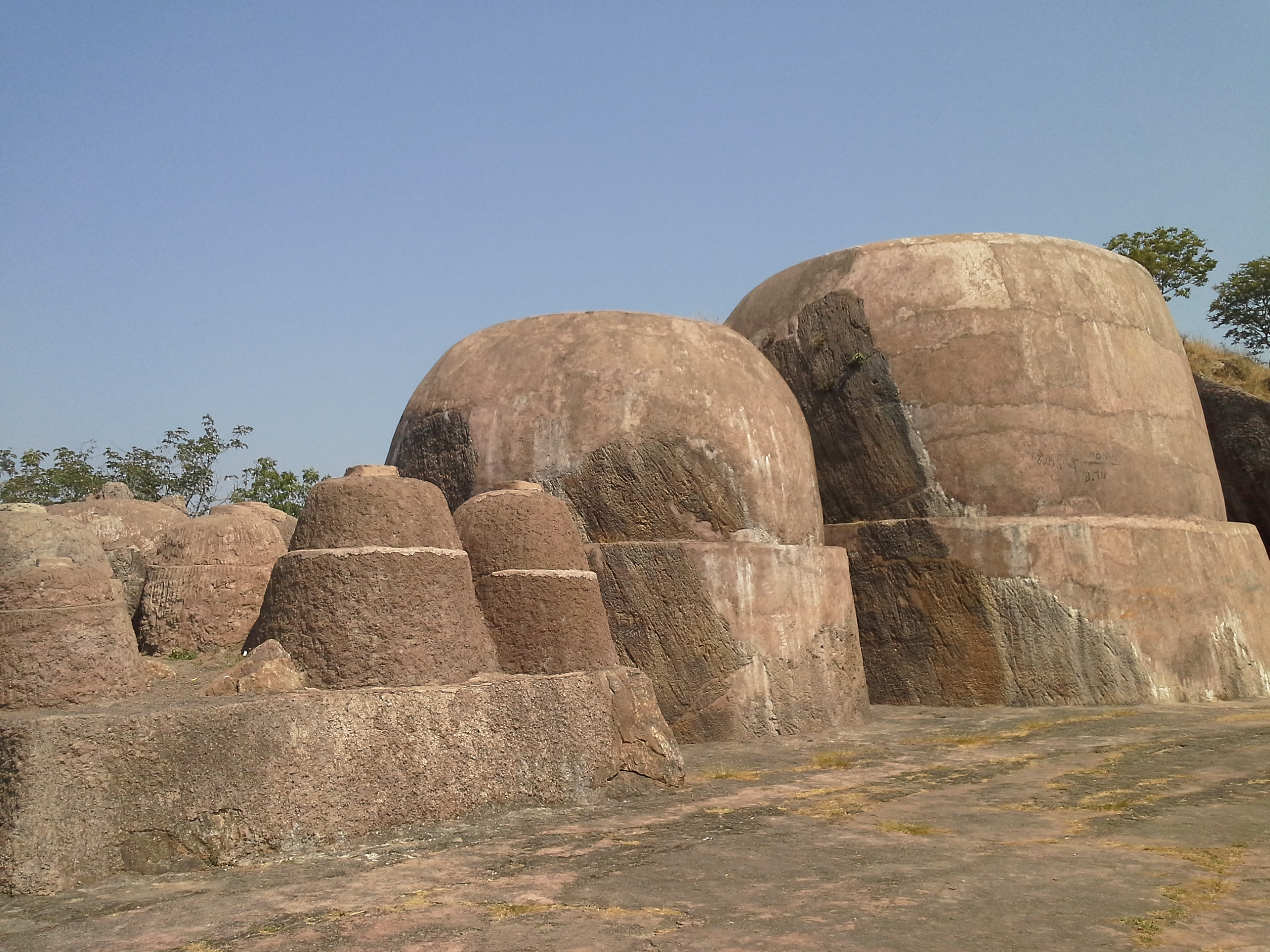
Vista de las grandes estupas de piedra tallada en la roca en Lingalakonda, Andhra Pradesh

## Monumentos tallados en la India

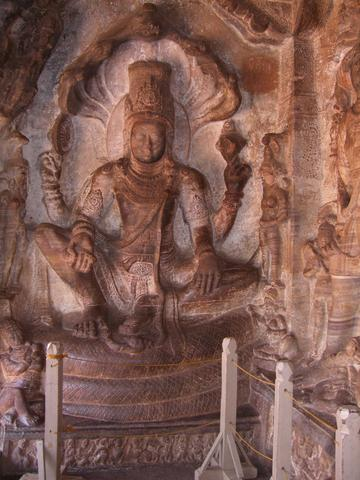
Cueva n.3 de Badami, Vishnu

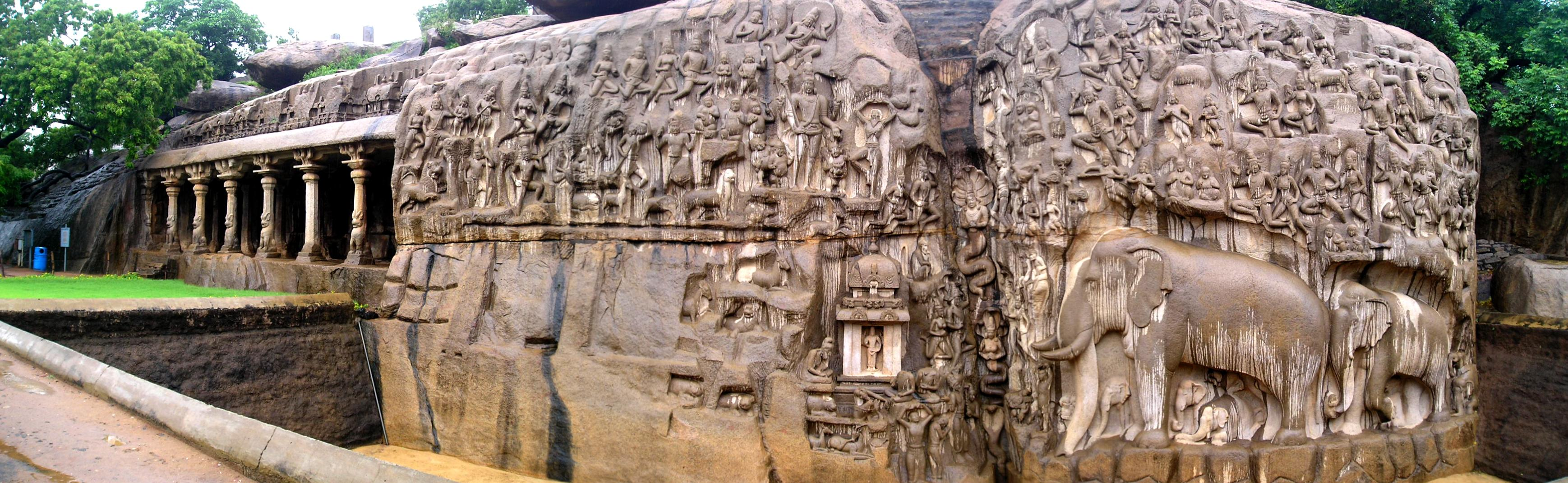
Descent of the Ganges relieve en roca en Mahabalipuram

- Aihole tiene tres templos jainitas
- Templos de las cuevas de Badami
- Cuevas de Bagh
- Cuevas de Ellora tiene 12 templos budistas, 17 hindues y 5 jainitas.[38]
- Cuevas de Kanheri
- Cuevas de Lenyadri
- Mahabalipuram
- Pancha Rathas
- Kazhuku Malai
- Cuevas de Pandavleni
- Pitalkhora
- Cuevas de Undavalli, en Andhra Pradesh
- Templo en cueva Varaha en Mamallapuram
- Templo Masroor en Kangra
- Sitio budista de Bojjannakonda, en Andhra Pradesh
- Sitio budista deGuntupalle, en Andhra Pradesh
- Ramatheertham, en Andhra Pradesh